# Blad

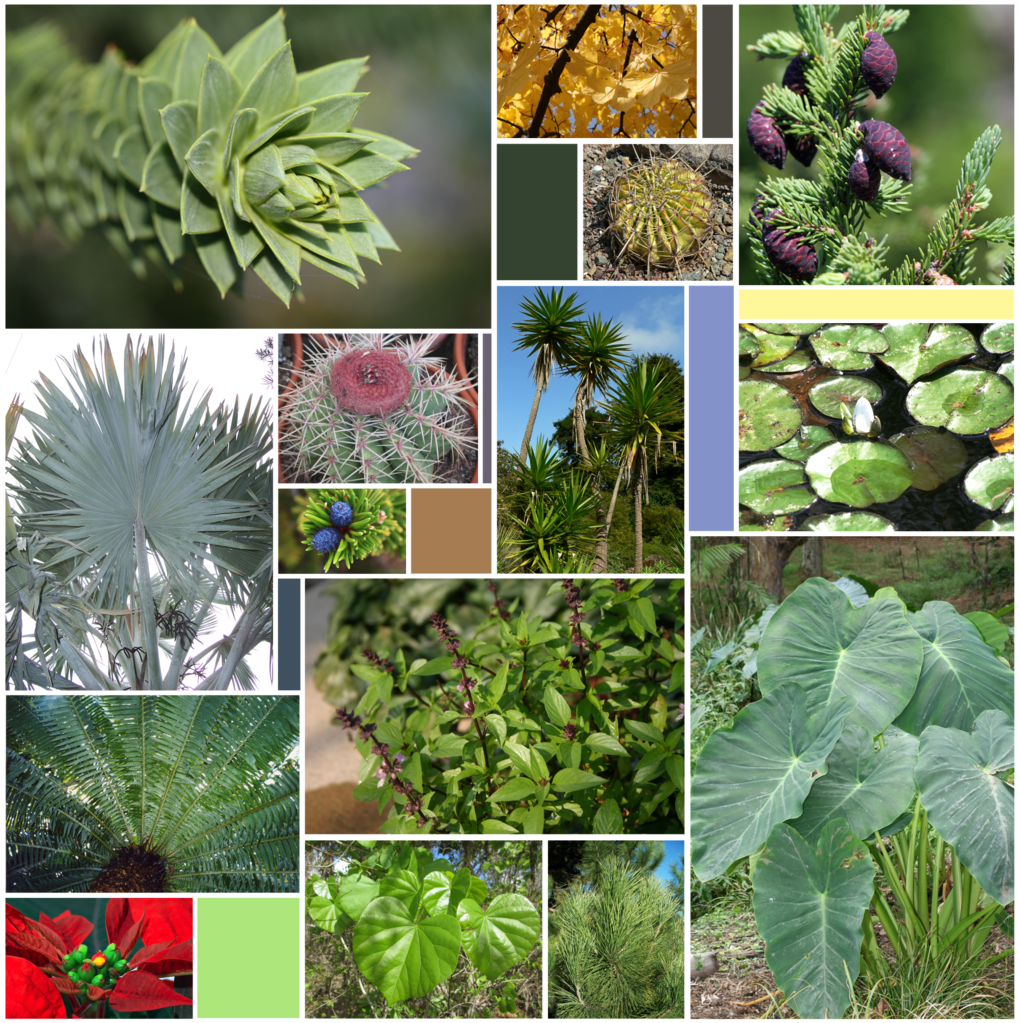
Diversiteit in bladmorfologie bij zaadplanten (spermatofyten)

Een blad is een dun, bovengronds orgaan dat gewoonlijk aan de stengels of takken van zaadplanten en varens groeit. De bebladering is het geheel van de bladeren van een plant. De belangrijkste functies van bladeren zijn het vangen van licht voor fotosynthese en de verdamping van water. Met behulp van fotosynthese worden in bladeren, onder invloed van zonlicht, koolhydraten gevormd uit koolstofdioxide en water. Daarnaast houden de bladeren door verdamping en capillariteit een waterstroom op gang in de plant.
Bladeren hebben een complexe interne opbouw. De boven- en onderzijde (ventrale en dorsale zijde) van de bladschijf verschillen vaak in kleur, beharing en aantal huidmondjes. In de meeste bladeren bevindt het fotosynthetische weefsel, het palissadeparenchym, zich aan de bovenzijde. Bladeren zijn vrijwel meestal groen van kleur door de chloroplasten met chlorofyllen. Deze absorberen lichtenergie en zijn essentieel voor de fotosynthese.
Bladeren vertonen uiteenlopende vormen, afmetingen en texturen. De brede, platte bladeren met complexe nervatuur die men aantreft bij de zaadplanten, staan bekend als macrofyllen. Bij de wolfsklauwen, een groep met een vroegere evolutionaire oorsprong, zijn de bladeren eenvoudig. Deze worden microfyllen hebben slechts één enkele nerf. 
Sommige soorten hebben bladeren die functies vervullen bij de opslag van reservestoffen (bijvoorbeeld in zaadlobben), of bij wateropslag, zoals de bladeren van succulenten.

## Typen bladeren
Als bladeren in hun anatomische bouw niet overeenkomen met die van zaadplanten, worden ze fylloïden genoemd. Dit is een algemene term voor bladachtige structuren en duidt niet op homologie.
Algen, vooral de grotere soorten, hebben soms bladachtige structuren. Deze komen voor bij de niet verwante groepen, zoals bij roodwieren, groenwieren en bruinwieren.
Bij mossen en bebladerde levermossen is er geen sprake van 'echte' bladeren, omdat het bij deze bebladerde plantjes gaat om de haploïde gametofyten. De 'bladeren' worden daarom soms fylloïden genoemd.
De bladeren van varens en verwanten wijken af van die van de bedektzadigen. Microfyllen komen onder andere voor bij Selaginella en Lycopodium, macrofyllen komen voor bij de 'echte' varens. De bladeren van naaktzadigen zijn zeer gevarieerd en vormen een overgang naar de bladeren van bedektzadigen.

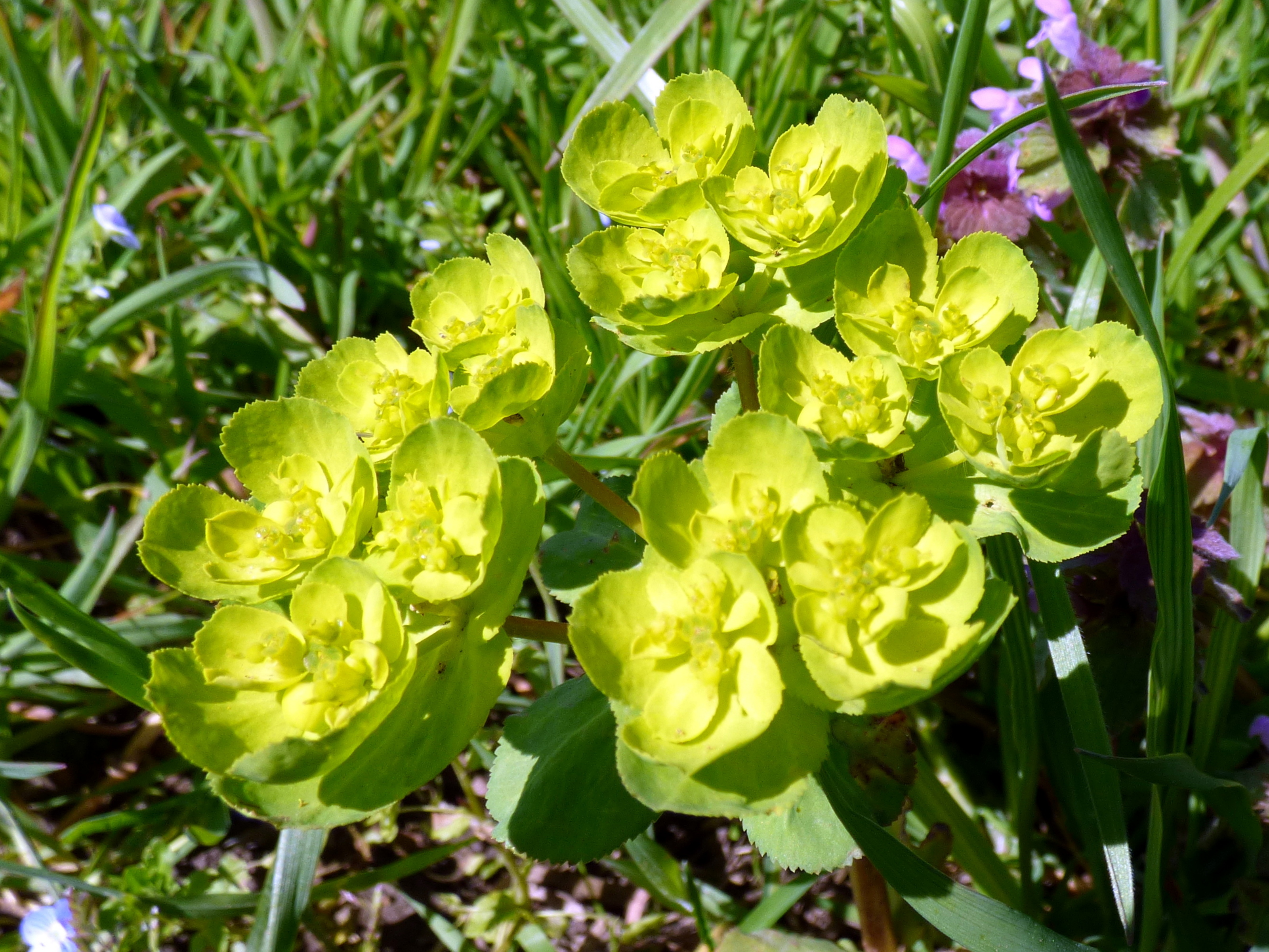
Bloeiwijze van kroontjeskruid.

Bij bedektzadigen (angiospermen) hangt de vorm of structuur van bladeren af van verschillende ecologische factoren. Bij vleesetende planten komen gespecialiseerde bladeren die een functie hebben bij het vangen van kleine dieren, zoals insecten. Voorbeelden zijn bekerplanten, blaasjeskruid, vetblad en zonnedauw.
De soorten van het geslacht wolfsmelk (Euphorbia) hebben schijnbloemen (cyathia), die omgeven zijn door geelgroen, geel of rood gekleurde schutbladen (het involucrum), die de rol overnemen van een gekleurde bloemkroon. Voorbeelden daarvan zijn de 'onkruiden' tuinwolfsmelk en kroontjeskruid.

## Bladeren in de evolutie
Planten, zoals mossen, varens en zaadplanten hebben gewoonlijk bladachtige structuren, die een rol spelen bij de fotosynthese en de waterhuishouding van de plant.
De aanwezigheid van stengels en wortels is een verdere uiterlijke overeenkomst bij zaadplanten. Echte wortels en bladeren ontbreken bij mossen en levermossen, maar ook bij een aantal fossiele groepen vaatplanten.

### Algen

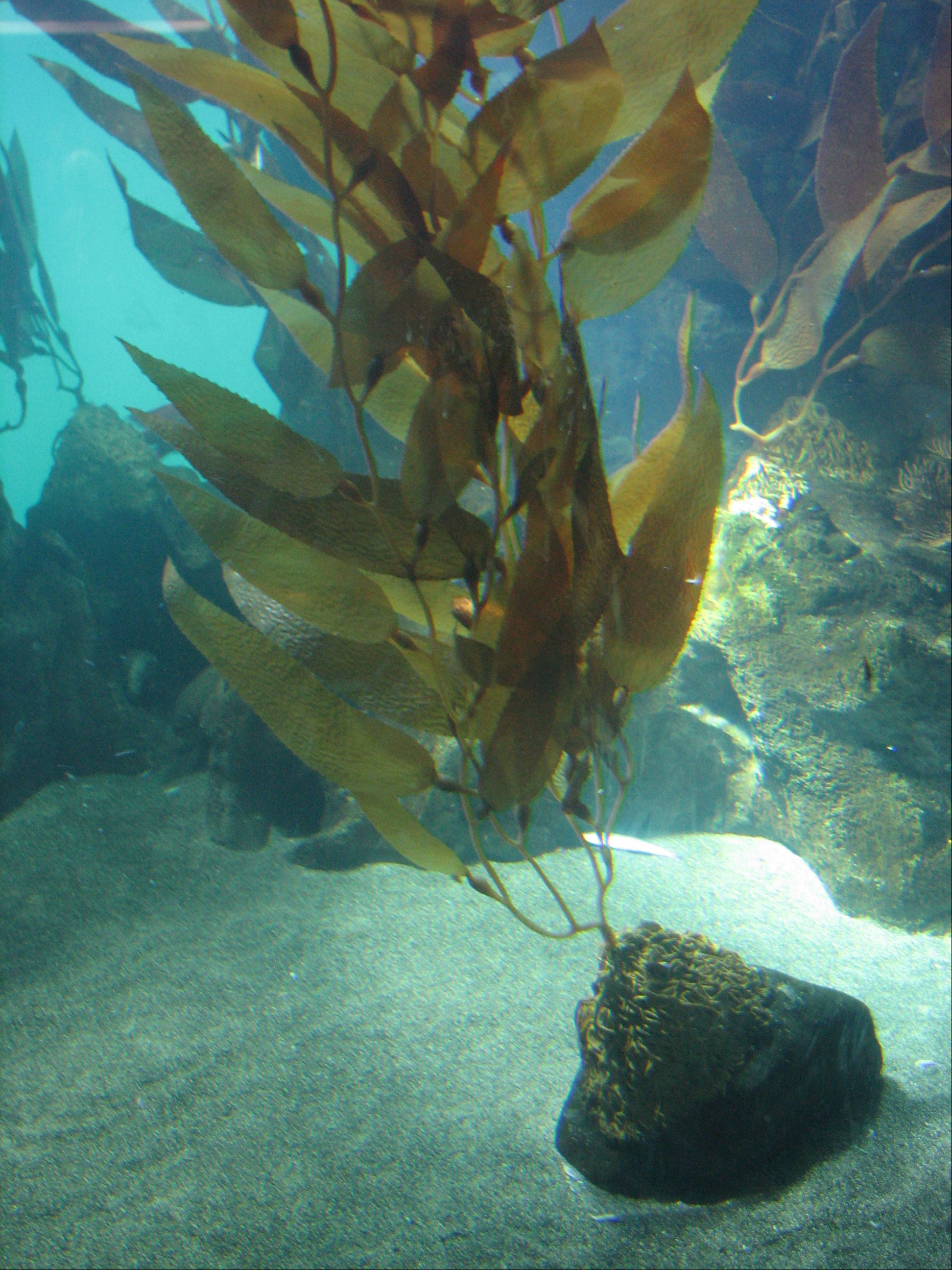
Een bruinwier (Macrocystis sp.) met "bladeren" aan "stengels"

Bladachtige structuren komen ook voor bij de niet verwante bruinwieren, zoals bij kelp. De bouw van deze bladen wijkt sterk af van de bladeren van de zaadplanten.
Bij sommige algengroepen, zoals de hoogontwikkelde, soms tot 60 m grote bruinwieren is er een differentiatie tussen "wortels" (ten behoeve van de vasthechting aan het substraat) en "stengels" (cauloïden) die de "bladeren" (fylloïden) dragen. Hier worden ook wel de termen voor de vaatplanten gebruikt, hoewel er, ondanks de oppervlakkige gelijkenis, geen verwantschap is. Voorbeelden van algen met cauloïden zijn Sargassum, Laminaria, Nereocystis en Postelsia. Caulerpa en Macrocystis hebben fylloïden.

### Mossen en levermossen
| Bebladering bij mossen |
| --- |
| - bebladering - stengelblad (fylloïde) - bladstand (fyllotaxis) - bladnerf (costa) - bovenepidermis - bovenste stereïden - hoofdcellen (duces) - bijcellen, begeleidende cellen (socii) - onderste stereïden, substereïden - onderepidermis - - dorsale lamina - lamellen - bladbasis - oortje (auricula) - bladoksel (axilla) - axillaire haren - bladschede (vagina) - bladschijf (lamina) - bladzoom (margo) - bladtop (apex) - broedlichamen en gemmen (propagula, gemmae) - bladcellen - parenchymatische cel - prosenchymatische cel - celholte (lumen) - lijsten (richels) - papillen (papillae) - mamillen (mamillae) - poren - takblad, blaadje - bladkenmerken als boven - perichetiaalblad etc. - bladkenmerken als boven |

De bladeren van de mossen en de bebladerde levermossen zijn principieel anders dan die bij de vaatplanten (varens en zaadplanten), omdat de bebladerde plant een haploïde gametofyt is, in tegenstelling tot de plant bij de vaatplanten, waar het om een diploïde sporofyt gaat. Evenals bij algen kunnen de mosbladeren "fylloide" genoemd worden, maar gewoonlijk wordt de term blad of blaadje gebruikt.
Aan de top van het stengeltje bij mossen bevindt zich een topcel in de vorm van een omgekeerde piramide (viervlak of tetraëder) met het driehoekige grondvlak naar boven. Aan de drie zijvlakken van deze piramide deelt zich deze topcel in een buitenste en een binnenste cel. De buitenste cel vormt de aanleg voor een volgend blad, zodat de bladen in principe in drie rijen komen te liggen zoals bij bebladerde levermossen. Er treedt enige draaiing bij de zich delende topcel op, zodat de bladeren niet meer in drie rijen maar verspreid of in vijf rijen staan. De bebladerde levermossen en ook enkele afwijkende mossen, zoals Fontinalis, hebben de bladeren wel in drie duidelijke rijen; Fissidens (vedermos) heeft de bladen in twee rijen.
Mosbladen zijn steeds ongesteeld en in de lengterichting, scheef of dwars ingeplant op de mosstengel of -tak. De bladschijf bij mossen is in het algemeen slechts 1 cel dik. Mossen hebben geen, een of twee (korte) bladnerven van meer cellen dik. De bladnerf (op dwarse doorsnede gezien) kan bestaan uit duidelijk verschillende celtypen. Ook de bladrand is soms meer dan 1 cellaag dik. De bladeren bij de voortplantingsstructuren (archegonia en antheridia) hebben vaak een andere, afwijkende bouw. Ze zijn vaak sterker ontwikkeld en daardoor goed herkenbaar.
De hauwmossen en de 'thalleuze' levermossen hebben geen bladeren, maar hebben een thallus. De bladschijf bij folieuze (bebladerde) levermossen is in het algemeen slechts 1 cel dik. De folieuze levermossen hebben geen bladnerf, hoogstens een 'schijnnerf' die bestaat uit langgerekte cellen. Het blad kan aan de top ingesneden of uitgerand zijn of bestaat zelfs uit twee lobben. Bij de bebladerde levermossen is er een grote variatie aan bladvormen, bladinplanting en bladstand. De drie rijen zijn gewoonlijk goed herkenbaar, met twee rijen zijdelings bladeren en een rij meestal wat kleinere buikblaadjes, waarbij het stengeltje gewoonlijk liggend of opstijgend is. De bladen van levermossen hebben vaak een goed ontwikkelde onderlob en bovenlob. Bij een groep levermossen (bij de Calobryales) staat het stengeltje rechtop en zijn de drie rijen bladeren (vrijwel) gelijkwaardig. Bij thalleuze levermossen deelt zich de topcel zich in drie of in twee rijen, waarbij er een tweezijdige symmetrie ontstaat. Het thallus heeft een onder- en een bovenkant, terwijl de linker en de rechterkant ongeveer elkaars spiegelbeeld zijn. Veel thalleuze levermossen hebben bladachtige schubben aan de onderzijde van het thallus.

bladen bij levermossen en mossen
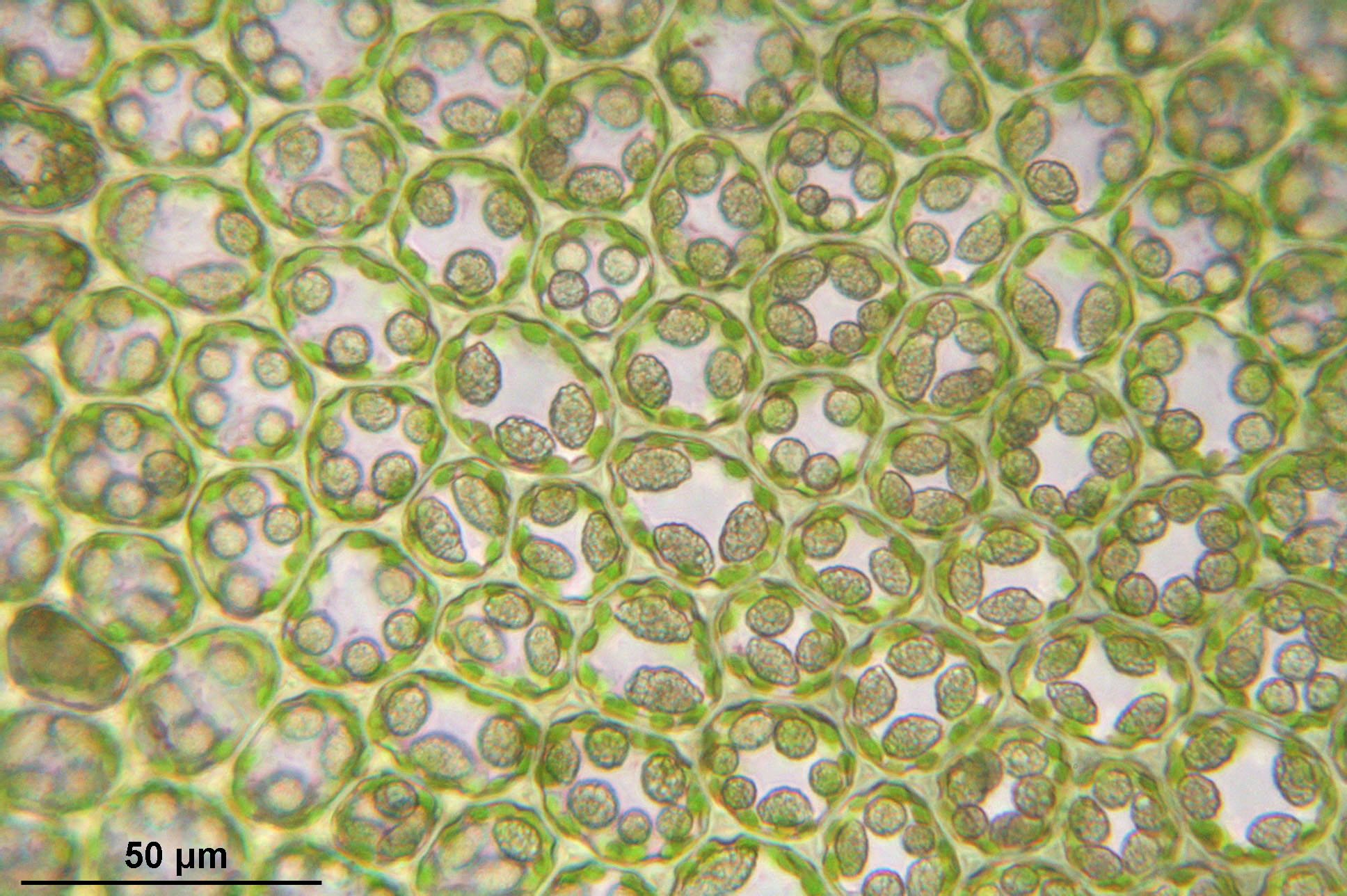
Pedinophyllum interruptum, laminacellen van een levermos met chloroplasten (groen, donkerder) tegen de celwand (licht), en bolle tot spoelvormige olielichaampjes (licht) in de laminacellen, celhoeken verdikt (collenchymatisch)
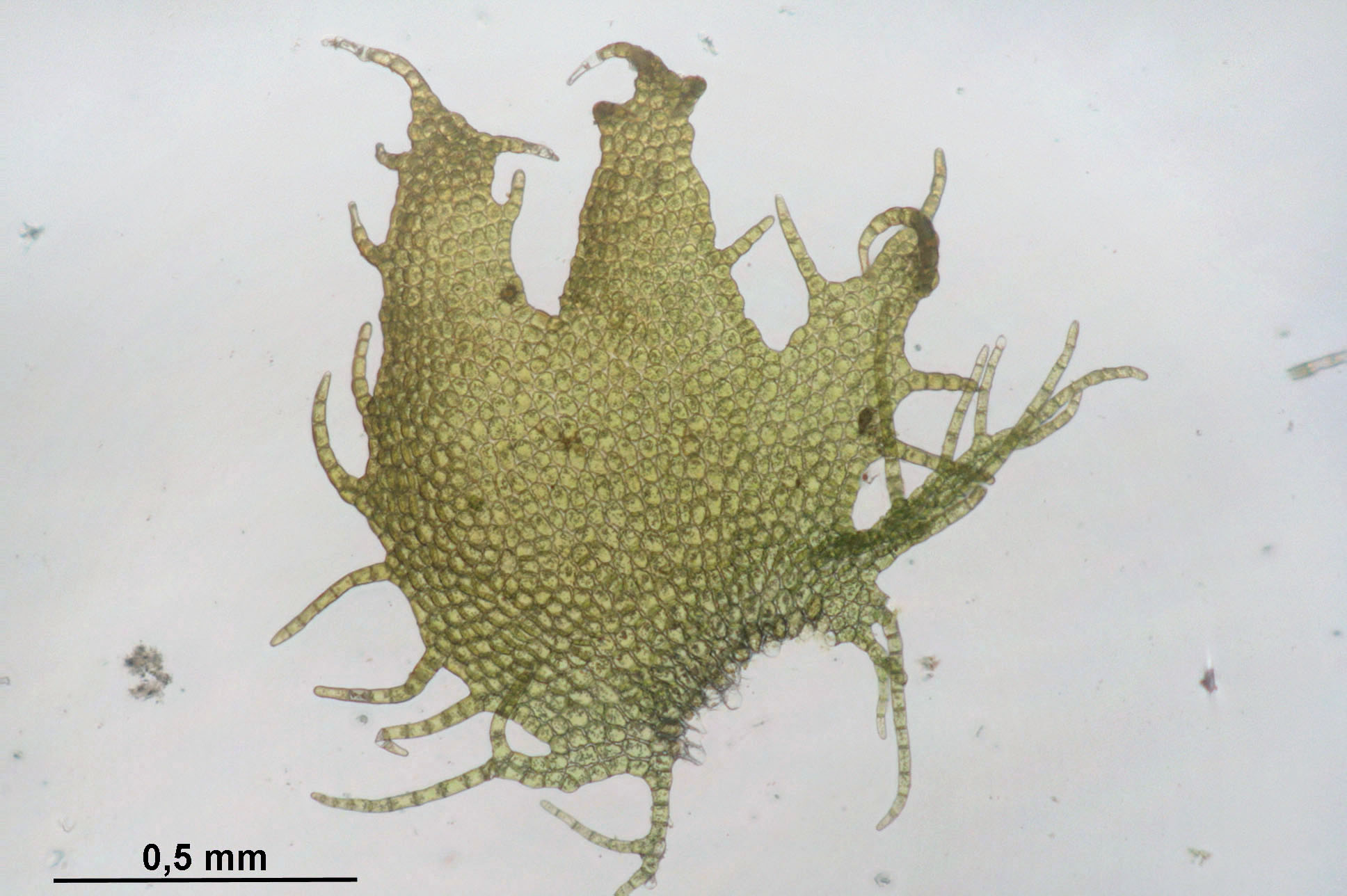
Gelobd blad van 1 cellaag dik van heidefranjemos (Ptilidium ciliare)
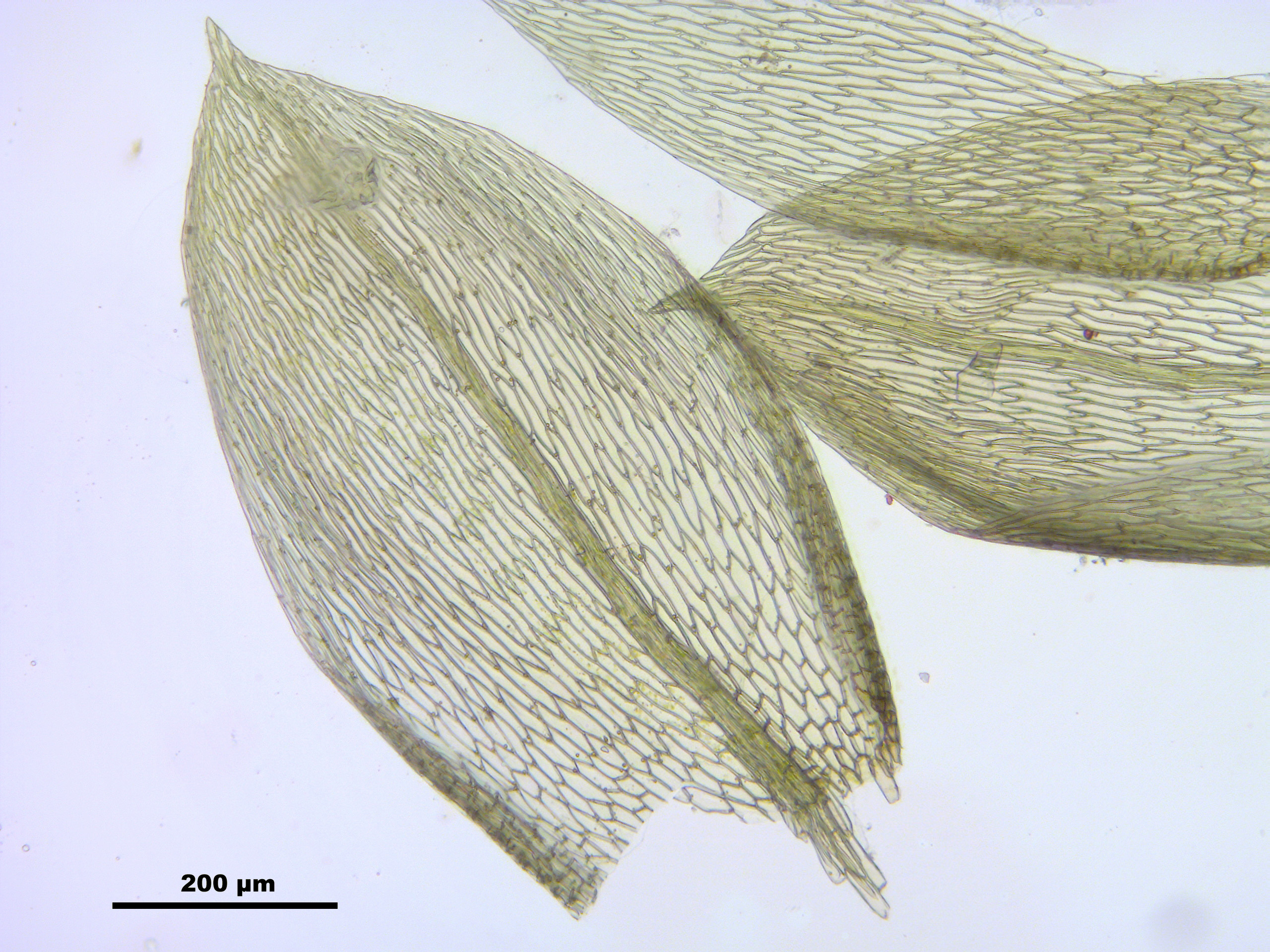
Blad van een mos met een enkele middennerf Anomobryum concinnatum.
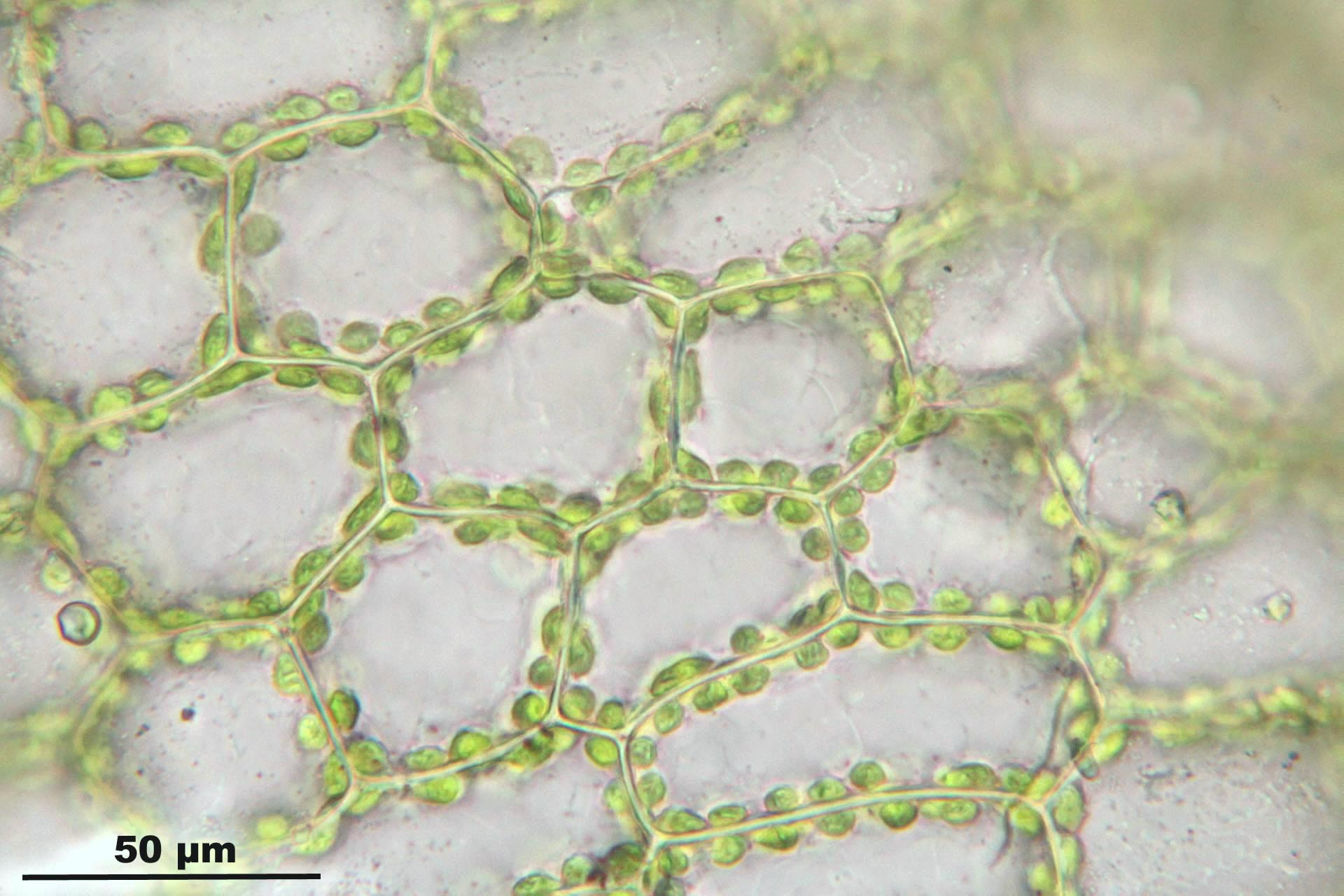
Cellen van de bladschijf van gewoon krulmos (Funaria hygrometrica), met chloroplasten tegen de celwanden gelegen

### Varens en varenachtigen
| Bladeren bij varens en varenachtigen |
| --- |
| - assen (telomen) - - planatie en vergroeiing - macrofyl - sporofyl - microsporofyl - (microsporangia) - macrosporofyl - (macrosporangia) - enatie - microfyl - stegofyl - (sporangia) |

De evolutie van bladeren van vaatplanten wordt voor een deel verklaard met de teloomtheorie. Uitgaande van een ruimtelijk opgebouwd dichotoom vertakt assenstelsel (van het type zoals Rhynia) kan men zich het ontstaan van de bladeren voorstellen door de elementaire processen van planatie en vegroeiing ("webbing"). Een dichotome vertakking van de nerven van het blad ziet men bij de Japanse notenboom. Meestal zijn de nerven ongelijk sterk ontwikkeld (primair proces: "overtopping") en weer met elkaar vergroeid ("syngenese"), zodat de oorspronkelijk dichotome structuur niet meer duidelijk is. De teloomtheorie lijkt vooral toepasbaar bij de varens en zaadvarens.
| - t=teloom, m=mesoom P=Planatie, Vergroeiing: W=Webbing en S=Syngenese, R=Reductie, I=Incurvatie | - Japanse notenboom, bladeren met dichotome nervatuur |  |

Bij de Lycopsida lijkt de teloomtheorie de bouw van de bladeren (microfyllen) niet te kunnen verklaren. De bladeren hebben slechts een nerf, en de aftakking van de centrale vaatbundel van de stengel (stele, centrale cilinder) vindt op een andere manier plaats. Een mogelijke verklaring van de microfyllen is "enatie", zoals bij Asteroxylon: een uitgroeiing van de stengel, waarin zich later een vaatbundeltje heeft gevormd. Microfyllen zijn vaak klein, maar bij sommige fossiele groepen waren ze zeer lang. Als er zich sporangia bevinden op een microfyl spreekt men van een stegofyl.
Bij varens kan men onderscheid maken in
- sporenblad (sporofyl), "fertiele" bladen die de sporangiën dragen
- voedingsblad (trofofyl), de normale, eventueel van de sporofyllen afwijkende, "steriele" bladen (zonder sporangiën)

## Zaadplanten
| Bladeren bij zaadplanten |
| --- |
| - bebladering - bladstand (fyllotaxis) - loofblad (folium). - bladvoet (basis), met de bladschede (vagina) - steunblaadjes (stipulae) - tuitje of kokertje (ochrea) - tongetje (ligula) - bladsteel (petiolus) - bladschijf (lamina). Er zijn ook samengestelde bladeren. - bladnerf (nervus) en de nervatuur (nervatio). - hoofdnerf of middennerf - zijnerf - aderen - bladrand (margo) - bladmoes (chlorenchym, intervenium) - bladtop (apex) - bladdoorsnede, met van boven naar onder: - cuticula - bovenepidermis - mesofyl - palissadeparenchym - bladnerf (nervus) met o.a.: - xyleem - floëem - sponsparenchym - onderepidermis - huidmondje (stoma) met sluitcellen - overige aanhangsels van het blad, zoals haren, schubben, stekels, lenticellen. - laagteblad (cataphyllum) - hoogteblad (hypsophyllum) |

De bladeren van de zaadplanten worden beschouwd als macrofyllen, hoewel ze soms sterk gereduceerd kunnen zijn. Zo zijn bij veel naaldbomen (coniferen) de stevige, naaldvormige bladeren smal en naar verhouding met de breedte lang en hebben een bladnerf, hoewel er binnen de groep van de coniferen ook breedbladige soorten voorkomen. De grote variatie in bladvormen kan niet met de teloomtheorie geduid worden.
De bladeren van de zaadplanten hebben een complexere anatomie dan die van de mossen: ze zijn meer cellagen dik met verschillende gespecialiseerde celtypen en weefsels, zoals het bladmoes en de vaatbundels van de bladnerven. De bebladering bij bedektzadige planten bestaat uit de langs de stengels en takken geplaatste bladeren (fyllotaxis), de wijze waarop de bladeren verborgen liggen in bladknoppen (prefoliatie: ptyxis en vernatie), en eventueel ook op de bloembladeren in de knoppen van de bloemen (knopligging).

### Bladstand, prefoliatie en knopligging

Bladstand: a. verspreid
b. kruisgewijs tegenoverstaand
c. tweerijig tegenoverstaand
d. kransgewijs, kransstandig

Fyllotaxis of bladstand is de rangschikking van de bladeren ten opzichte van de andere bladere op de stengel. De bladeren kunnen op verschillende manieren op de stengel geplaatst zijn:
- Verspreide of afwisselende bladstand: aan elke knoop van de stengel één blad. Elk volgend blad meer dan 90 graden gedraaid ten opzichte van het vorige; in afwisselende richting naar de top van de stengel.
- Tweerijig tegenoverstaand: steeds 1 blad aan elke knoop van de stengel. Elk volgend blad 180 graden gedraaid ten opzichte van het vorige. Komt voor bij veel eenzaadlobbigen.
- Kruisgewijs tegenoverstaand: bladeren in paren aan elke knoop van de stengel. Elk volgend paar bladeren 90 graden gedraaid ten opzichte van het vorig paar of niet gedraaid en dus allemaal in hetzelfde vlak.
- Kransstandig, in kransen: drie of meer bladeren op dezelfde plaats aan elke knoop van de stengel.
- Rozet: bladeren vormen een bladrozet.
- Langs de stengel: afhankelijk van de hoogte aan de stengel, bladeren met een verschillende vorm. Dit heet heterofyllie. Als ongelijk gevormde bladeren in eenzelfde zone of aan dezelfde knoop voorkomen, heet dit anisofyllie.

Prefoliatie is de wijze waarop bij zaadplanten een individueel blad, en het geheel van de bladeren in onderlinge samenhang, gevouwen of gerold liggen in een embryonaal stadium van de bladknop. Hoewel de begrippen soms niet scherp worden onderscheiden, gaat het bij prefoliatie om ptyxis en vernatie. Ptyxis is de wijze waarop de individuele bladeren gevouwen of gerold liggen in een embryonaal stadium van een bladknop. Vernatie is de rangschikking van het geheel van de verschillende bladeren of de wijze waarop de bebladering in een embryonaal stadium van de bladknop bij zaadplanten gevouwen of gerold liggen.
| - Fyllotaxis - spiraalsgewijs, verspreid (vlgns. rij van Fibonacci) - distich, tweerijig, 1⁄2 - tristich, drierijig, 1⁄3 - pentastich, vijfrijig, 2⁄5 - octostich, achtrijig, 3⁄8 - tegenoverstaand - decussaat, kruiswijs - alternerend, afwisselend - verticillaat, kransstandig |

| - Ptyxis - inclinaat, met de top ingebogen - circinaat, spiralig ingerold - plicaat, gevouwen als een harmonica - conduplicaat, langs de middennerf plat gevouwen - convoluut, contort, gedraaid dakpansgewijs - revoluut, bladranden teruggerold (naar beneden) - involuut, bladranden naar boven omgerold |

| - Knopligging - dimeer, bloemdelen tweetallig - trimeer, bloemdelen drietallig - tetrameer, bloemdelenviertallig - pentameer, bloemdelenvijftallig - imbricaat, dakpansgewijs, met dakpansgewijs overlappende segmenten - convoluut, contort, gedraaid dakpansgewijs - quincunciaal, in een 2⁄5 spiraal, aansluitend bij de verspreide bladstand (bladspiraal) aan de stengel - cochleair, cochleaat - valvaat, klepsgewijs, elkaar rakende segmenten - klepsgewijs ingevouwen, induplicatief, naar binnen gevouwen - klepsgewijs naar buiten gevouwen, reduplicatief - open, aperta, niet-rakende segmenten |

| - Vernatie (knopplooiing) - valvaat, klepsgewijs - imbricaat, dakpansgewijs - convoluut, contort, gedraaid dakpansgewijs - induplicaat, klepsgewijs ingevouwen - supervoluut, overlappende bladranden sterk naar boven gekruld - rijdend, equitant, elkaar omvattende, dubbelgevouwen |

Knopligging is de ligging van de kelkbladen en de kroonbladen in een knop van een bloem. Hierbij valt de nadruk op de overlap van de randen van de verschillende segmenten (kelkbladen, kroonbladen). Er worden verschillende wijzen van knopligging onderscheiden. De knopligging is van belang van de beschrijving van de verschillende taxonomische eenheden als soort, geslacht en familie.

### Bladtypen
Er zijn bij de zaadplanten drie hoofdtypen te onderscheiden: laagtebladeren, voorbladeren en de normale loofbladeren.
Een laagteblad (catafyl) is een afwijkend, meestal schubvormig blad, dat laag aan de stengel of tak is geplaatst, zoals de knopschubben.
- een voorblad (profyllum) is het eerste blad of de eerste twee bladeren onder aan een zijscheut, die te onderscheiden zijn in vorm en afmetingen (vaak kleiner) van de daaropvolgende bladeren. Als ze de basis van de zijtak (vrijwel) omgeven, zoals bij de cypergrassen, worden ze "cladoprofyllum" genoemd.

Een hoogteblad of hypsofyl (hypsophyllum) staat aan de basis van een bloem of een bloeiwijze, en is een iets kleiner of anderszins afwijkend blad;
- hiertoe behoren de schutbladeren (bractea, bracteeën), en de schutblaadjes (bracteola) ook de kafjes (bij aartjes), de bloemschede (spatha) (bij krokus en ui) en de spathilla (bij Raphia) van een bloeiwijze.
- bij grassen is het vlagblad de bladschijf van het topblad van de bloeistengel.

Het loofblad (folium) is het normale blad. Als er hier over 'blad' wordt gesproken, dan wordt gewoonlijk het loofblad bedoeld. De normale loofbladeren van zaadplanten vertonen een grote mate van fenotypische plasticiteit, wat wil zeggen dat planten in staat zijn om veel verschillende bladeren te vormen, afhankelijk van de plaatselijke omstandigheden. Bij veel waterplanten, zoals de zilte waterranonkel (Ranunculus baudotii), vormen de bovenste drijfbladeren een handvormig samengestelde bladschijf, maar onder water zijn de bladen fijn veerdelig. Bij sommige bomen, zoals bij de moerbei, zijn de schaduwbladen ingesneden, in tegenstelling tot de overige bladeren die gaafrandig zijn.

### Bladanatomie
| Dwarsdoorsnede van een blad              |
| Dwarsdoorsnede van een naald van een den |

De anatomische bouw van de bladschijf van een blad bestaat, van de bovenzijde (ventrale zijde) naar de onderzijde (dorsale zijde), in principe uit de volgende weefsels:
- cuticula, een wasachtige laag, die geen water doorlaat
- epidermis, de één cellaag dikke opperhuid, waarin meestal weinig of geen huidmondjes zijn te vinden
- mesofyl, het bladmoes (parenchymatische weefsel) met vaatbundels:
  - palissadeparenchym: een laag van hoge, chloroplastrijke cellen], en verantwoordelijk voor de fotosynthese
  - vaatbundels, de nerven van het blad
  - sponsparenchym, een los weefsel van chloroplastrijke cellen, met veel luchtholten tussen de cellen
- onderepidermis: onderste afsluitende cellaag, meestal met huidmondjes die de transpiratie regelen
- cuticula: de onderste wasachtige laag, die geen water doorlaat

Op deze algemene bouw zijn veel variaties mogelijk, bijvoorbeeld bij schaduwbladeren of drijvende bladeren van waterplanten (huidmondjes aan de bovenkant).

### Bladmorfologie
Bij de ontwikkeling van het blad in een knop zijn eerst twee delen van het blad te onderscheiden: het onderste deel dat de bladbasis en steunblaadjes (stipulae) vormt, en het bovenste deel, waaruit de bladsteel (petiolus) en de bladschijf (lamina) ontstaat.
De drie belangrijke delen van het blad zijn:
- de bladbasis, eventueel met steunblaadjes (stipulae)
- de bladsteel (petiolus)
- de bladschijf (lamina) met nerven en daartussen het bladmoes.

1: bladtop 2: hoofdnerf 3: zijnerf 4: bladschijf 5: bladrand 6: bladsteel 7: zijknop 8: stengel
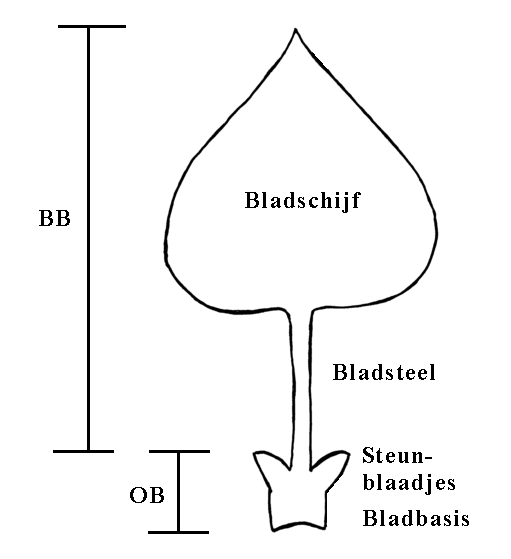
Schema van de bladonderdelen: BB = Bovenblad: bladsteel en bladschijf OB = Onderblad: bladbasis en steunblaadjes
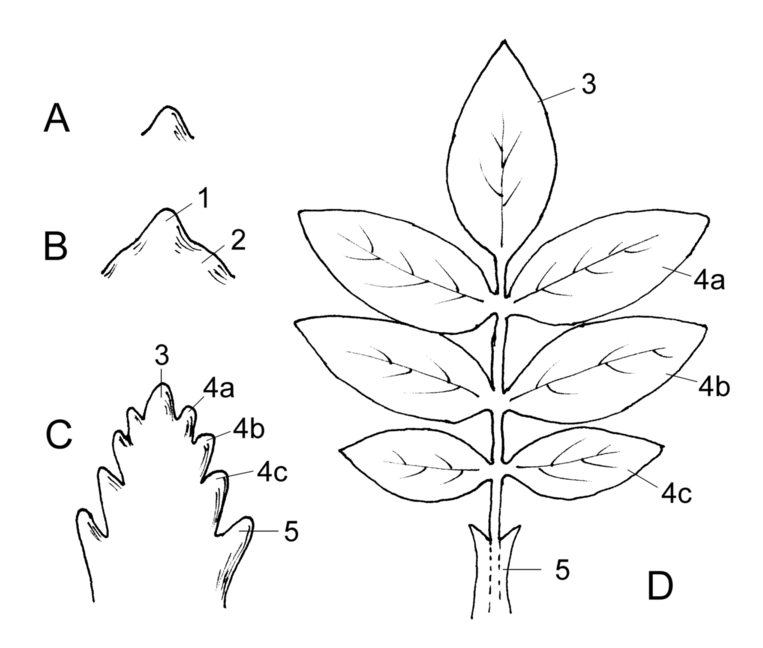
Ontwikkeling van een veerdelig blad: A Bladaanleg aan de groeipunt B Verdeling in bovenblad (1) en benedenblad (2) C aanleg van de blaadjes D veerdelig blad 3 eindblaadje, 4a, 4b, 4c zijblaadjes, 5 steunblaadje
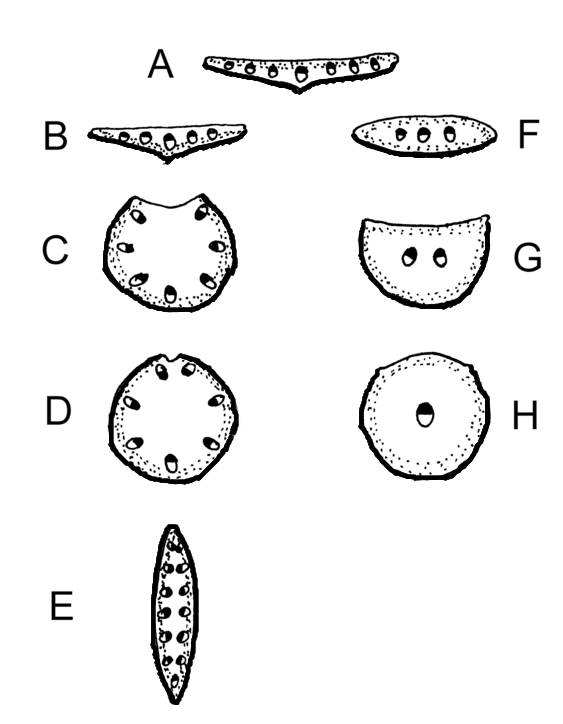
Bladtypen in dwarse doorsnede A normaal bifaciaal blad B omgekeerd-bifaciaal blad (daslook) C, D unifaciaal bladeren (knoflook, pitrus) E unifaciaal zwaardblad (gladiool) F unifaciaal vlak blad G equifaciaal naaldblad H equifaciaal rond blad (muurpeper)

- Ontwikkeling van een veerdelig blad:
A Bladaanleg aan de groeipunt
B Verdeling in bovenblad (1) en benedenblad (2)
C aanleg van de blaadjes
D veerdelig blad
3 eindblaadje, 4a, 4b, 4c zijblaadjes,
5 steunblaadje
- Bladtypen in dwarse doorsnede
A normaal bifaciaal blad
B omgekeerd-bifaciaal blad (daslook)
C, D unifaciaal bladeren (knoflook, pitrus)
E unifaciaal zwaardblad (gladiool)
F unifaciaal vlak blad
G equifaciaal naaldblad
H equifaciaal rond blad (muurpeper)

| Onderdelen van het loofblad en de eventuele aanhangsels: | Onderdelen van het loofblad en de eventuele aanhangsels:   | Onderdelen van het loofblad en de eventuele aanhangsels:                                                     | Onderdelen van het loofblad en de eventuele aanhangsels:               |
| onderdelen en aanhangsels                                | naam                                                       | opmerking | schematische afbeelding                                                |
| -------------------------------------------------------- | ---------------------------------------------------------- | --- | ---------------------------------------------------------------------- |
| hoofdtypen                                               | enkelvoudig blad, folium simplex                           | er is slechts één samenhangende bladschijf                                                                   |                                                                        |
| hoofdtypen                                               | samengesteld blad, folium compositum                       | er is meer dan één bladschijf                                                                                |                                                                        |
| onderdelen van het blad                                  | bladschede, vagina                                         | komt voor verschillende vormen of is afwezig                                                                 |                                                                        |
| onderdelen van het blad                                  | de bladsteel, petiolus                                     | is meestal cilindervormig, en is soms ontbrekend                                                             |                                                                        |
| onderdelen van het blad                                  | bladschijf, lamina                                         | is meestal vlak van vorm, en is zelden afwezig                                                               |                                                                        |
| aanhangsels van het blad                                 | het tongetje, ligula                                       | een vliezig of uit haren bestaand tongetje, meestal vastgehecht op de grens van bladschede en bladschijf     |                                                                        |
| aanhangsels van het blad                                 | tuitje of kokertje, ocrea, ochrea                          | omgeeft de stengel boven de inplanting van de bladschede, is afgeleid te denken van vergroeide steunblaadjes |                                                                        |
| aanhangsels van het blad                                 | steunblaadjes, stipula, mv. stipulae                       | zijn aan de basis van de bladsteel op de stengel ingeplant, maar ze kunnen ook snel afvallen of afwezig zijn |                                                                        |
| steunblaadjes, stipula, mv. stipulae                     | spoedig afvallend, stipulae caducae                        | lijn- of puntvormig litteken nog zichtbaar                                                                   | lijn- of puntvormig litteken nog zichtbaar                             |
| steunblaadjes, stipula, mv. stipulae                     | vergroeid, stipulae adnatae                                | vergroeid met de bladsteel                                                                                   |                                                                        |
| steunblaadjes, stipula, mv. stipulae                     | vergroeid, stipulae interpetiolares                        | vergroeid met de steunblaadjes van tegenoverstaand blad                                                      | vergroeid met de steunblaadjes van tegenoverstaand blad                |
| steunblaadjes, stipula, mv. stipulae                     | vergroeid, stipulae intrapetiolares / medianae / axillares | vergroeid met andere steunblaadje van hetzelfde blad in de bladoksel                                         | vergroeid met andere steunblaadje van hetzelfde blad in de bladoksel   |
| steunblaadjes, stipula, mv. stipulae                     | vergroeid, stipulae antidroma                              | vergroeid met andere steunblaadje van hetzelfde blad rondom de stengel                                       | vergroeid met andere steunblaadje van hetzelfde blad rondom de stengel |

aanhangsels van het loofblad
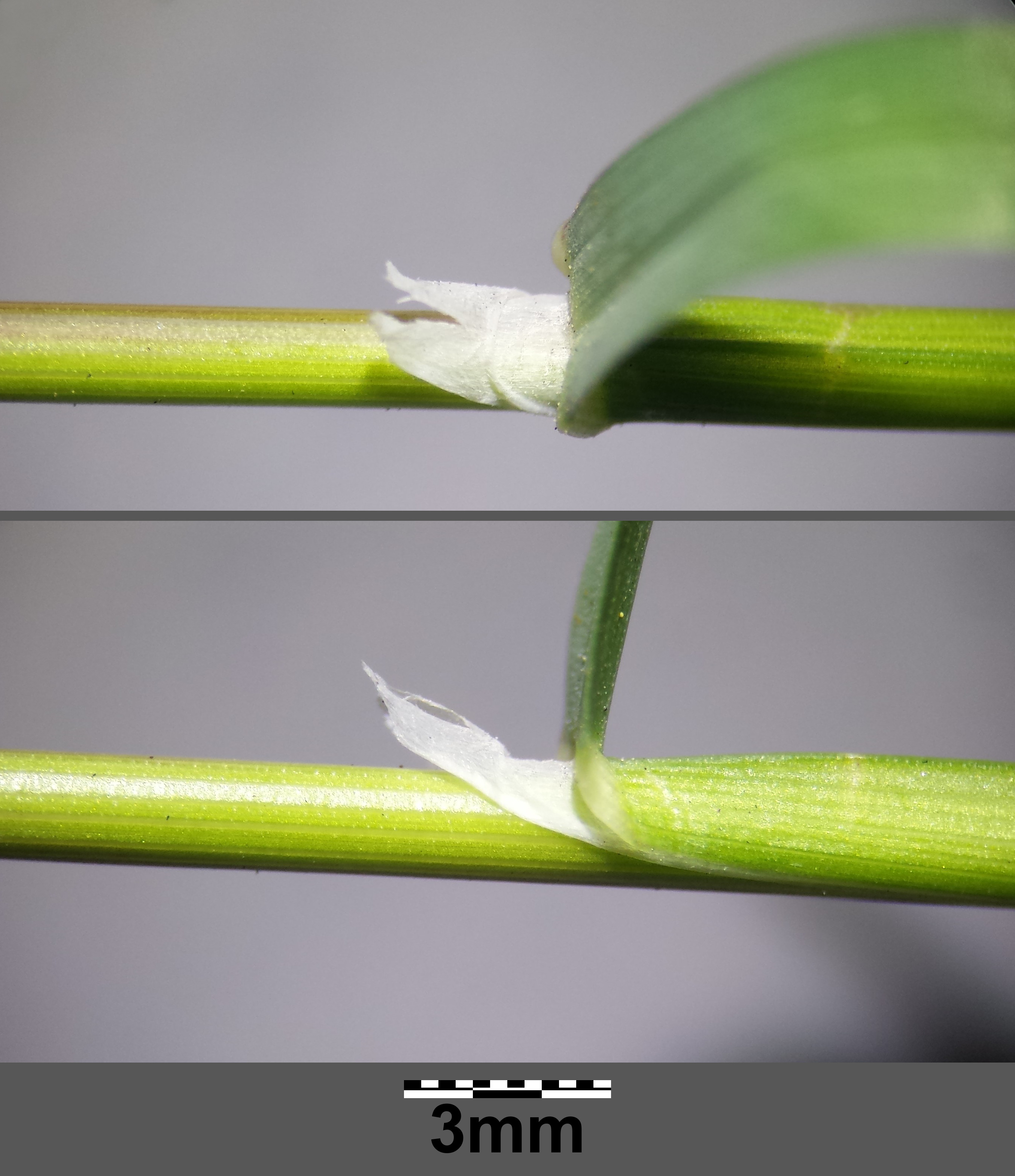
Knolbeemdgras, tongetje op de overgang van bladschede naar bladschijf
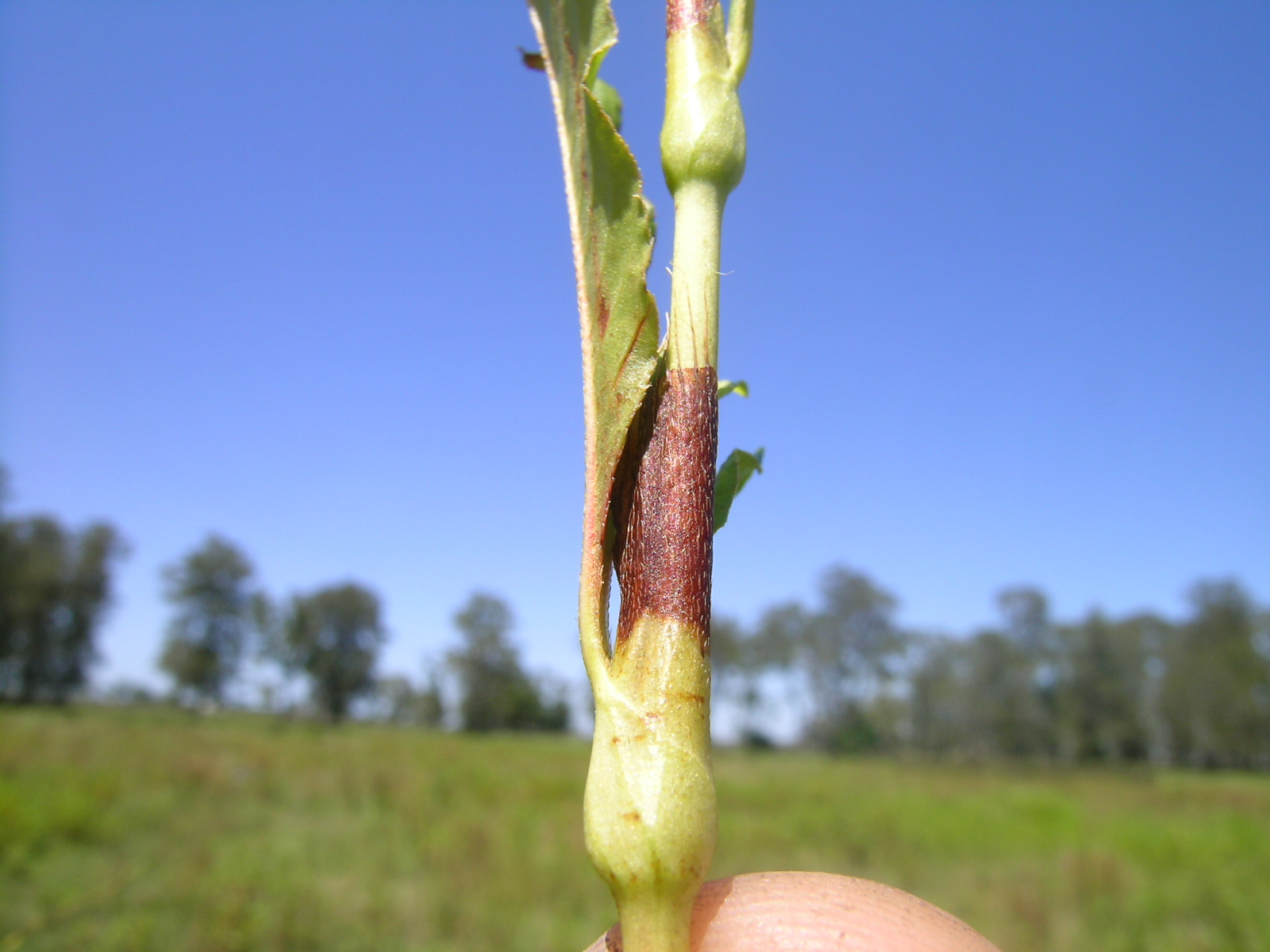
Waterpeper, bladvoet met een (gewimperd) tuitje
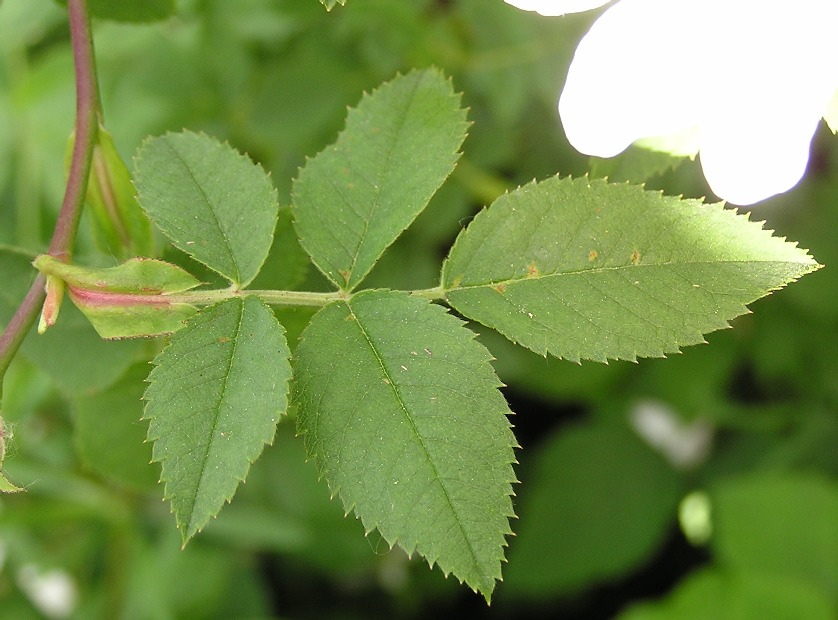
Hondsroos, samengesteld blad met steunblaadjes

### Bladvormen

Verschillende bladvormen.

Bladeren van kruidachtige planten, loofbomen en naaldbomen hebben verschillende vormen. Vormkenmerken hebben betrekking op de oppervlakte, bladrand, bladtop, bladvoet, mate van insnijding, nervatuur en samengesteldheid van het blad.
De kiembladen hebben een afwijkende vorm van de latere bladeren. Bij de tweezaadlobbigen zijn er twee kiembladen (zaadlobben); eenzaadlobbigen hebben maar één kiemblad. De ware bladeren kunnen veel verschillende vormen hebben: vlak, rond, ovaal, eirond, langwerpig, lancetvormig, lijnvormig, omgekeerd eirond, spatelvormig, hartvormig, niervormig, handvormig, ruitvormig, eirond en driehoekig.
Daarnaast kan het blad meer of minder diep zijn ingesneden. Bij een zeer diep ingesneden bladrand wordt van een hand-delig blad gesproken. Andere bladinsnijdingen zijn veerlobbig, veerspletig, veerdelig, handlobbig, handspletig en handdelig. Ook kan de bladrand, bladtop en bladvoet verschillende vormen hebben. De bladrand kan gegolfd, (a) gezaagd, (b) getand, (c) gekarteld, of dubbel gezaagd zijn. De bladtop afgerond, spits, uitgerand, genaald of ingesneden zijn. De bladvoet afgerond, spits, hartvormig, wigvormig, scheef, vlak of stomp zijn. Ook zijn er samengestelde bladen met als vormen: oneven geveerd, even geveerd, dubbel geveerd, afgebroken geveerd en handvormig samengesteld.
Er zijn ook plantensoorten, waarbij de bladeren de vorm van een naald hebben. Ook deze vorm gaat uitdroging tegen.
Er zijn klimplanten waarbij de bladeren eindigen in ranken zoals bij de erwt. Bij Oost-Indische kers kan de bladsteel zich ergens omheen winden.
Bij sommige planten (vleesetende planten) zijn er bladeren die insecten kunnen vangen. Zo heeft de zonnedauw bladeren die bij aanraking naar boven toe dichtklappen.

bladvormen
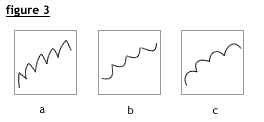
Gezaagd, getand, gekarteld
Veerlobbig, veerspletig, veerdelig
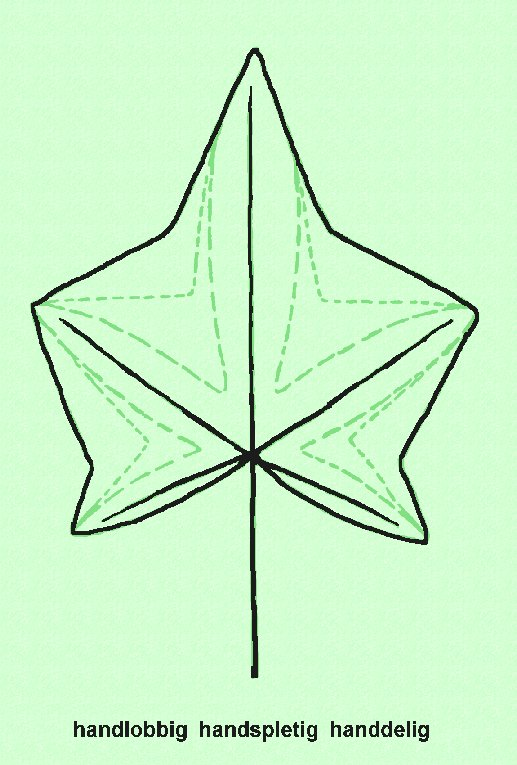
Handlobbig, handspletig, handdelig
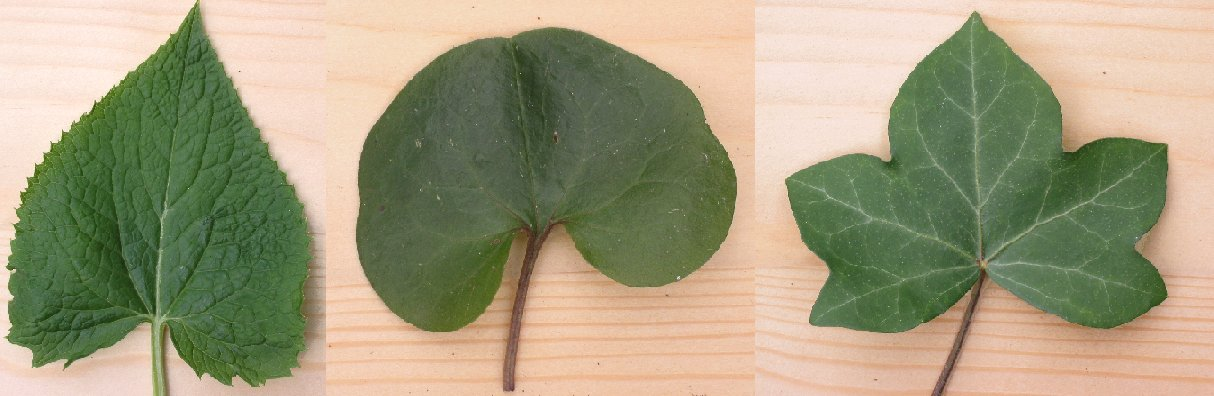
Hartvormig, niervormig, handlobbig

Ook zijn er bladeren, die omgevormd zijn tot bloemdelen, schutbladen, steunblaadjes of bladranken. Bij sommige erwtenrassen, de zogenaamde bladloze rassen zijn zelfs alle bladeren omgevormd tot ranken.

#### Bladbasis en bladschede
De bladbasis is de inplantingsplaats van de bladsteel, het deel waar het blad aan de stengel vastgehecht zit. De bladbasis kan bladoortjes hebben. Soms is er een duidelijke bladschede te onderscheiden. Tussen het blad en de hoofdstengel zit de bladoksel, waar zich meestal een knop bevindt die zich kan ontwikkelen tot een stengel van een zijtak, een bloem of een bloeiwijze.
Ook bij grassen begint het blad op een knoop (een verdikking van de stengel). Het eerste deel van het blad vormt een koker rond de stengel, die de bladschede wordt genoemd.

#### Bladsteel
Bij de aanhechting aan de stengel, aan de basis van de bladsteel, zitten soms twee steunblaadjes. Soms kunnen ook bladkliertjes, bolvormige orgaantjes, op de bladsteel aan de voet van de bladschijf zitten. De bladsteel kan ook verbreed zijn en zo een fyllodium vormen of gevleugeld zijn, zoals bij alpenheksenkruid en de zure sinaasappel. De bladsteel kan bij sommige plantensoorten lang en dik zijn en soms gekleurd. Als groente worden bladstelen van bijvoorbeeld rabarber gegeten. Er zijn rassen met rode en rassen met groene bladstelen. Ook kunnen bladstelen hol zijn zoals bij de reuzenberenklauw of alleen aan de voet zoals bij de gewone klit.

bladsteel
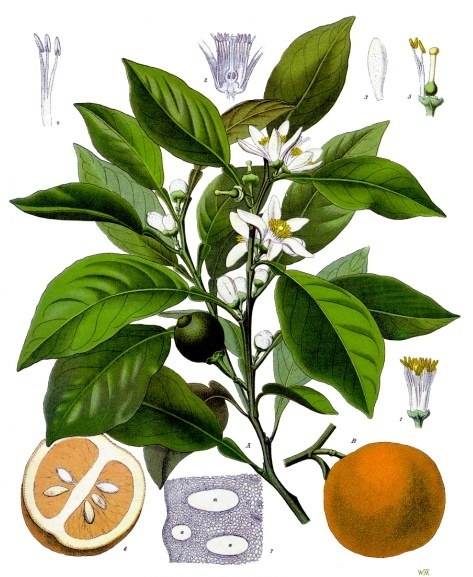
Zure sinaasappel; gevleugelde bladsteel
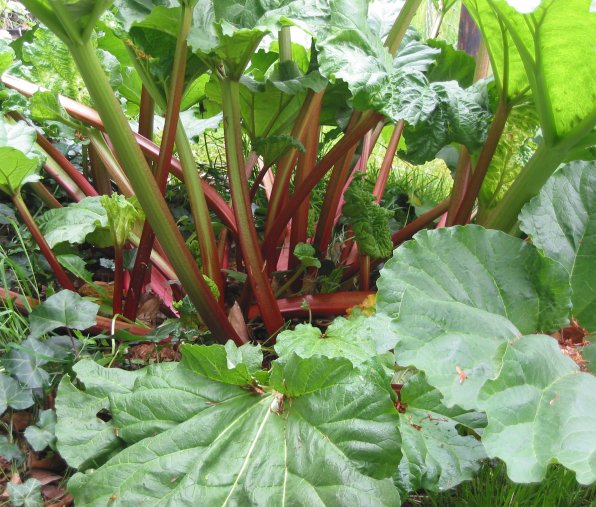
Rabarberplant; verdikte bladsteel
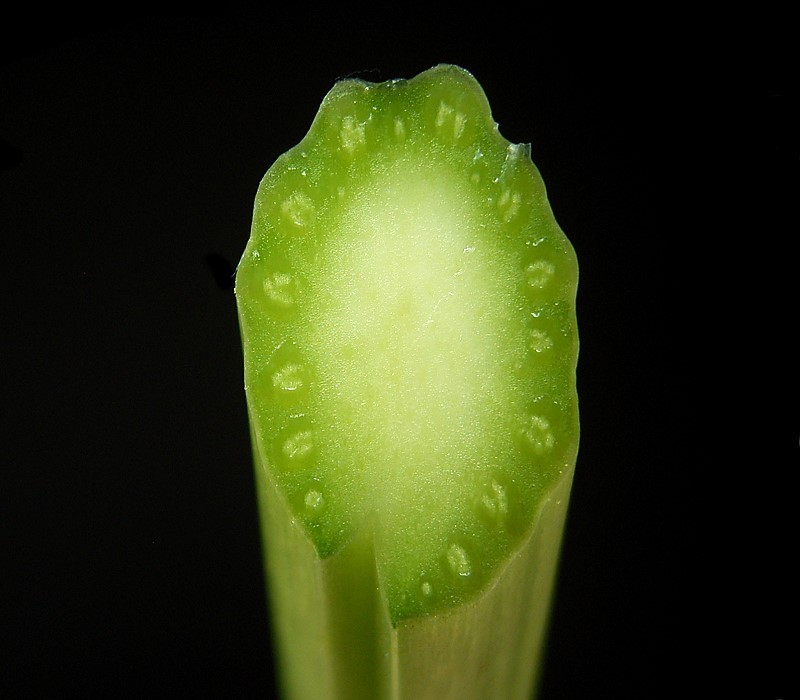
Dwarsdoorsnede bladsteel van Mierik

#### Bladschijf
De bladschijf is het vaak vlak uitgespreide gedeelte van het blad. Het bestaat uit het bladmoes en de bladnerven. Een enkelvoudig blad heeft slechts één bladschijf; als er meer bladschijven zijn aan een blad spreekt men van een samengesteld blad.

#### Bladmoes
Het grootste gedeelte van het bladmoes bestaat uit parenchymatisch weefsel, het mesofyl. In de cellen van dit weefsel zitten de bladgroenkorrels (chloroplasten). Het mesofyl heeft bij plantensoorten met horizontaal gericht blad twee laagjes.
De bovenste laag is het palissadeparenchym, bestaande uit één- of twee cellagen, dicht opeengepakte langwerpige cellen. Bij schaduwbladeren bestaat het palissadeparenchym uit één cellaag. Hieronder zit het sponsparenchym, sponsachtig weefsel bestaande uit meer ronde cellen. De huidmondjes vormen de verbinding tussen de buitenlucht en het palissade- en sponsparenchym. Bij plantensoorten (meest eenzaadlobbigen) met verticaal gericht blad bestaat het mesofyl uit één laagje met dezelfde soort cellen.

#### Bladnerven
De nervatuur van een blad zorgt enerzijds voor de versteviging van het blad en anderzijds voor de aanvoer van water en voedingsstoffen en de afvoer van assimilaten. De nerf bestaat vooral uit floëem en xyleem. Het floëem bevindt zich aan de onderzijde van de nerf en verzorgt de afvoer van assimilaten. Het xyleem ligt daarbovenop en zorgt voor de aanvoer van water en daarin opgeloste voedingsstoffen. Het floëem en xyleem wordt voor de versteviging omgeven door dicht parenchymatisch weefsel en collenchym.
Een blad kan een veernervige, parallelnervige, kromnervige, handnervige, eennervige of netnervige nervatuur hebben. De nervatuur van het blad gaat over in de bladsteel, waarmee het blad aan de stengel van de plant vastzit. Als de bladsteel ontbreekt is er sprake van een zogenaamd zittend blad. Bij grassen, zoals granen en maïs gaat de bladschijf over in een bladschede, die als een kokertje om de stengel heen zit. Op de grens van bladschijf en bladschede zit het tongetje (ligula) met soms ook oortjes. Duidelijke bladscheden komen ook voor bij andere families zoals de schermbloemenfamilie en de duizendknoopfamilie, maar hier zijn de bladen gesteeld.

bladnerven
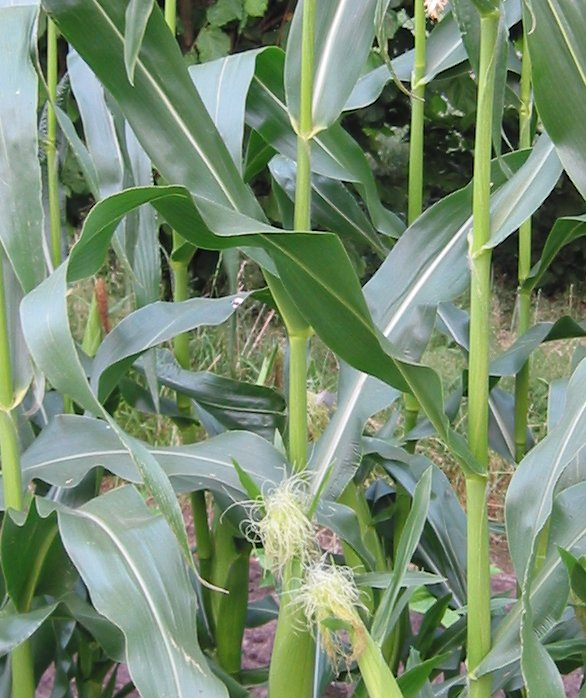
Monocotyl lijnvormig, parallelnervig blad van suikermaïs
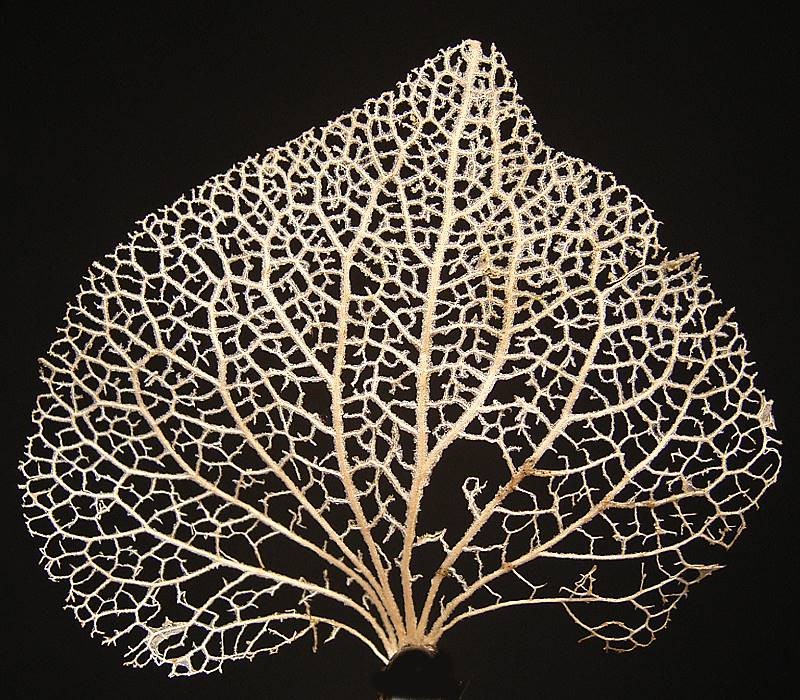
Bladskelet van een hortensia
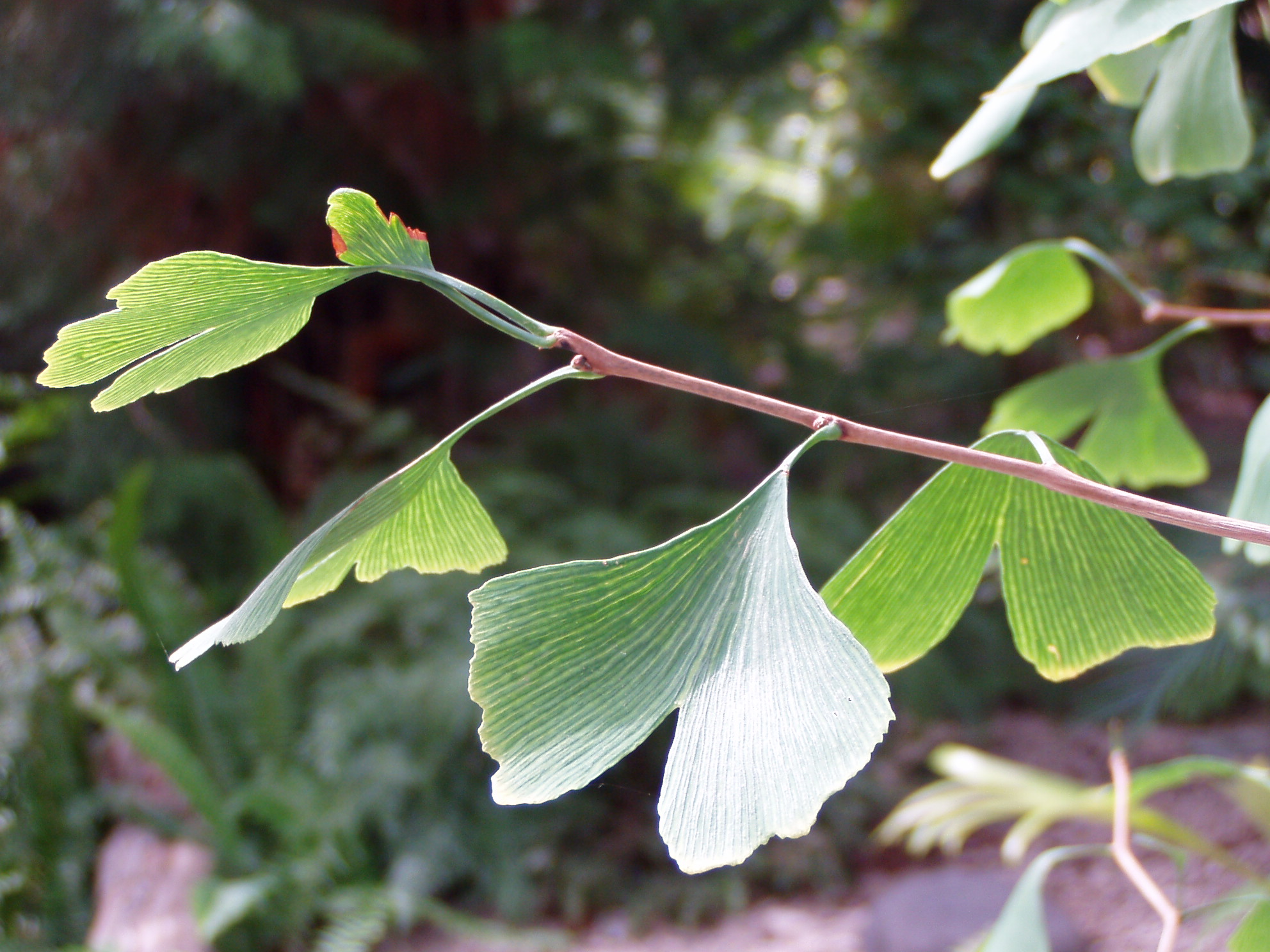
Dichotome nervatuur bij de ginkgo

#### Bladscharnier
Bij sommige plantensoorten, zoals bij de boon zit er bij de overgang van de bladsteel naar de bladschijf een scharnier, waarmee het blad verticaal naar boven en naar beneden kan draaien. Het scharnier bestaat uit zwellingen (pulvini) op de bladsteel. De bladbewegingen ontstaan door veranderingen in de celdruk (turgor) van de motorische cellen, die in de zwellingen liggen. 's Nachts hangen de bladeren in de zogenoemde slaapstand. Onder omstandigheden met veel warmte en zon staan de bladeren omhoog. De aardbei vouwt de twee bladhelften naar boven naar elkaar toe als het voor de plant te heet wordt om verbranding te voorkomen. Bij kruidje-roer-mij-niet vouwen de blaadjes van het samengestelde blad bij aanraking naar elkaar toe.

bladscharnier
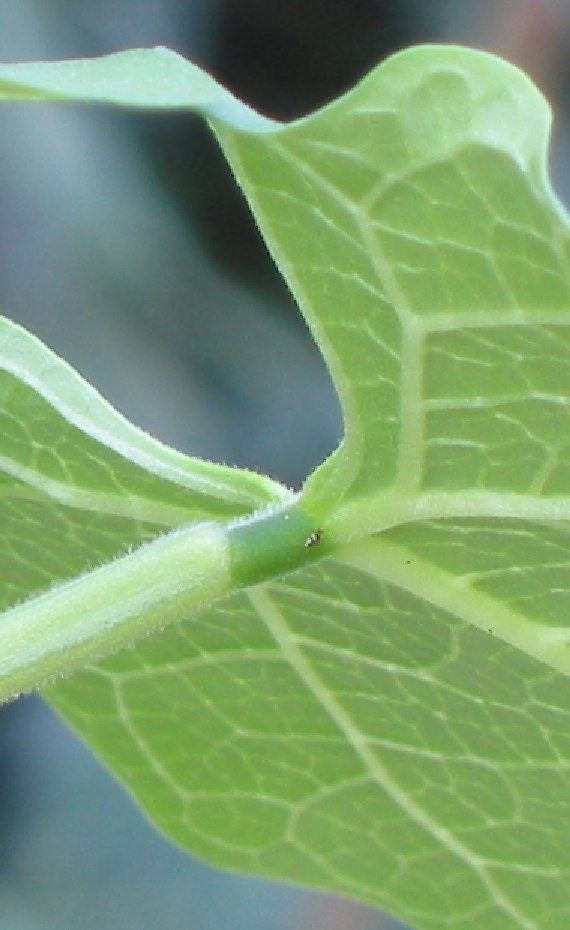
Bladscharnier
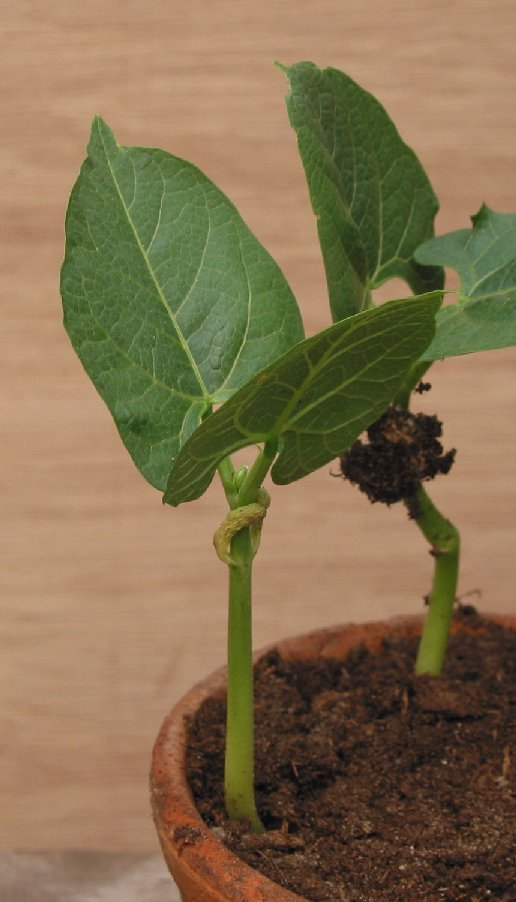
Bladscharnier rechtop
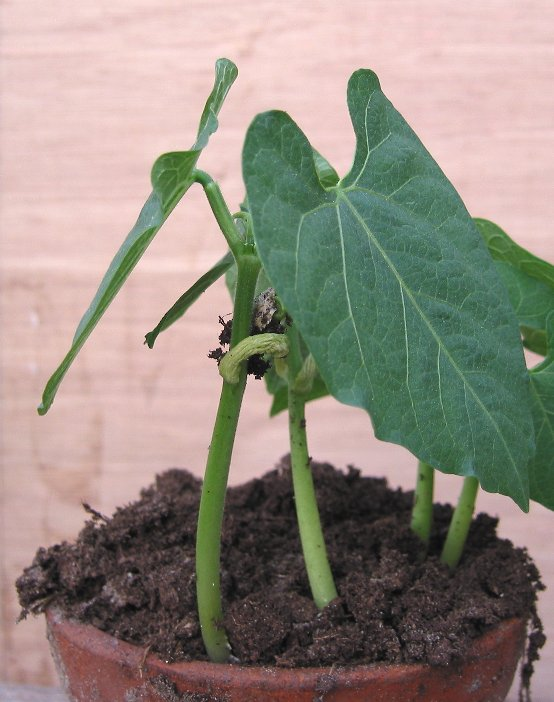
Bladscharnier slapend

### Haren
Op de bladeren en op de bladsteel komen als uitgroeisel van de epidermis haren voor. De haren kunnen verschillende vormen hebben zoals langwerpig of stervormig. De meeste haren zitten aan de onderkant van het blad. Bij sommige plantensoorten komt een zeer dichte (viltige) beharing voor. Bij de brandnetel (Urtica dioica) komen brandharen voor. Dit zijn fijne holle haartjes, waar bij aanraking de punt afbreekt en mierenzuur en andere stoffen vrijkomen. Deze stoffen veroorzaken branderige plekken op de huid die later overgaan in blaren en jeuk veroorzaken.

bladhaar
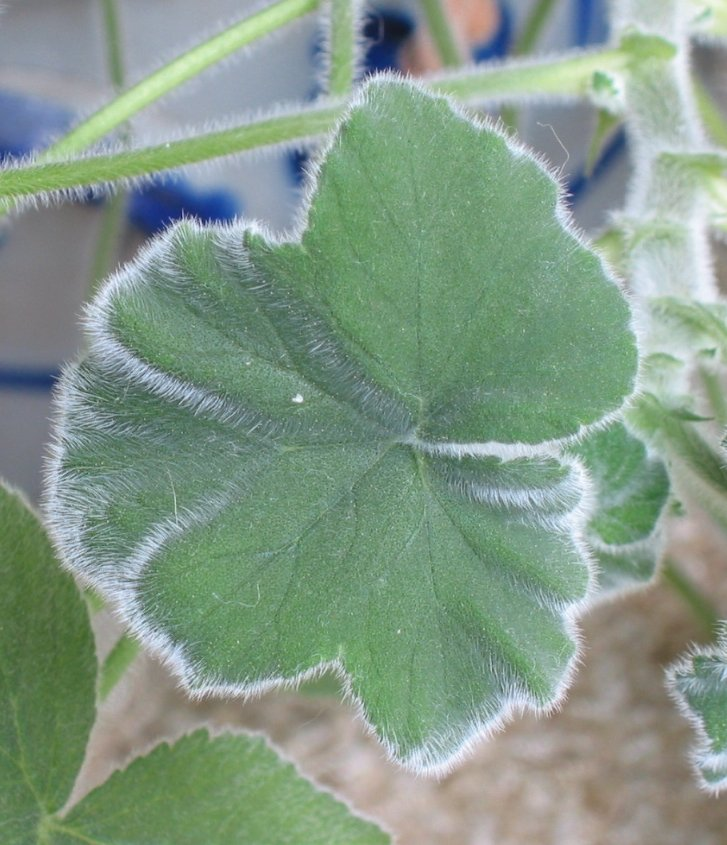
Bladharen op Pelargonium sp. ("geranium")
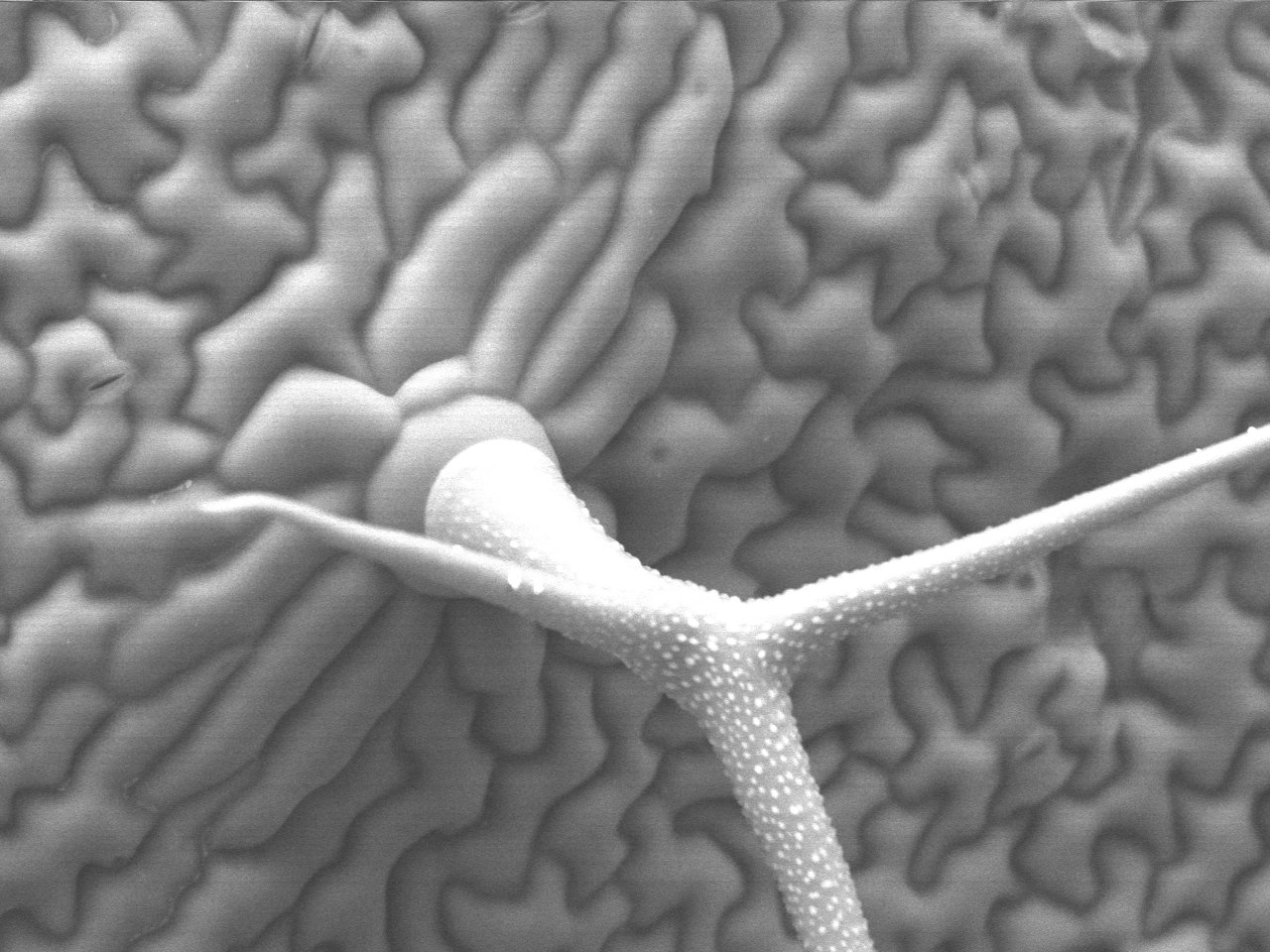
Sterhaar bij zandraket

### Metamorfosen
Veel gespecialiseerde organen van planten kunnen afgeleid worden van bladen. Dit worden metamorfosen genoemd. Soms zijn de bladeren nog goed herkenbaar, maar in veel gevallen minder goed.
| Metamorfosen van het blad | Metamorfosen van het blad      | Metamorfosen van het blad | Metamorfosen van het blad                                | Metamorfosen van het blad |
| groep                     | blad                           | type metamorfose          | naam                                                     | afbeelding                |
| ------------------------- | ------------------------------ | ------------------------- | -------------------------------------------------------- | ------------------------- |
| zaadplanten               | (delen van) bladen             | bladranken                | Lathyrus aphaca, naakte lathyrus                         |                           |
| zaadplanten               | (delen van) bladen             | doorns                    | Berberis vulgaris, zuurbes                               |                           |
| zaadplanten               | (delen van) bladen             | fyllodium                 | Subularia aquatica, priemkruid                           |                           |
| zaadplanten               | (delen van) bladen             | bolrokken                 | Allium cepa, ui                                          |                           |
| zaadplanten               | vallen van vleesetende planten | kleefval                  | Drosera capensis, Kaapse zonnedauw                       |                           |
| zaadplanten               | vallen van vleesetende planten | klapval                   | Dionaea muscipula, venusvliegenvanger                    |                           |
| zaadplanten               | vallen van vleesetende planten | bekerval                  | Heliamphora chimantensis                                 |                           |
| zaadplanten               | vallen van vleesetende planten | zuigval                   | Utricularia vulgaris, groot blaasjeskruid                |                           |
| zaadplanten               | onderdelen van een bloem       | kelkbladen (sepalen)      | Physalis alkekengi, echte lampionplant                   |                           |
| zaadplanten               | onderdelen van een bloem       | kroonbladen (petalen)     | Aquilegia, Akelei                                        |                           |
| zaadplanten               | onderdelen van een bloem       | meeldraden (stamina)      | Nymphaea odorata, meeldraden                             |                           |
| zaadplanten               | onderdelen van een bloem       | vruchtbladen (carpellen)  | apocarp vruchtbeginsel met 3 losse vruchtbladen          |                           |
| Lycopsida                 | microfyllen                    | stegofyllen               | Selaginella: strobilus                                   |                           |
| varens                    | macrofyllen                    | sporofyllen               | Sporangiëndragend blad van Osmunda regalis, koningsvaren |                           |

### Bladlitteken

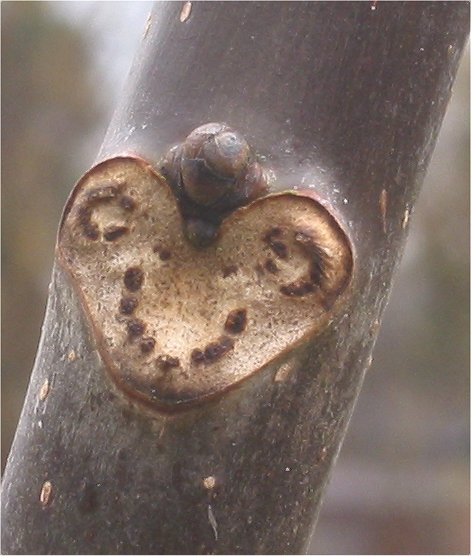
bladlitteken op 1-jarige hoofdtak van de walnoot

Het bladlitteken ontstaat aan tak of stam na het door natuurlijke oorzaken afvallen van het blad. In dit litteken zitten één of meer sporen (donkere vlekjes), het bladmerk. Een spoor is het litteken van de vaatbundel. Een bladlitteken zit op een bladkussen dat een verhevenheid van de tak is, waarop het blad was ingeplant. Door de grote verschillen in uiterlijk van bladlittekens kunnen deze voor determinatie van bomen gebruikt worden.

## Milieu
Planten groeien onder verschillende klimaatomstandigheden en hebben zich hieraan aangepast. Van de abiotische factoren zijn vooral het zonlicht en de neerslag van belang.

### Zonlicht
De structuur van bladeren zorgt ervoor dat een grote hoeveelheid zonlicht kan worden gevangen met een relatief kleine hoeveelheid materiaal. De bladeren moeten dan wel goed op het licht zijn gericht. Er zijn veel plantensoorten die in de loop van de dag de richting van de bladeren zo veranderen dat ze de optimale hoeveelheid zonlicht vangen. Er zijn plantensoorten waarbij het blad hoofdzakelijk horizontaal gericht is en er zijn soorten, zoals grassen en ui, waarbij het blad hoofdzakelijk verticaal gericht is.
Schaduwplanten verdragen echter geen volle zon en moeten dus altijd in de schaduw staan. Planten die onder schaduwomstandigheden leven hebben bladeren met een dunnere bladschijf (hygromorf blad).

### Neerslag en water
Vetplanten (succulenten) bezitten dikke bladeren, waarin zij water kunnen opslaan, zodat zij langer onder droge omstandigheden kunnen blijven leven. Planten die altijd onder omstandigheden met een lage luchtvochtigheid moeten leven hebben tegen uitdroging resistente (xeromorfe) bladeren. Planten die op of onder water leven hebben weer andere aanpassingen. In Nederland komen voornamelijk planten voor met standaard (mesomorfe) bladeren.
Waterplanten met drijvende bladeren hebben hun huidmondjes niet aan de onderkant van de bladeren, maar aan de bovenkant.

## Functies
De functies van bladeren hebben te maken met de fotosynthese (energiehuishouding), de verdamping (waterhuishouding) en het afstoten van afvalstoffen. Soms hebben bladeren bijzondere functies en in verband daarmee een bijzondere bouw, zoals bij vleesetende planten.

### Fotosynthese

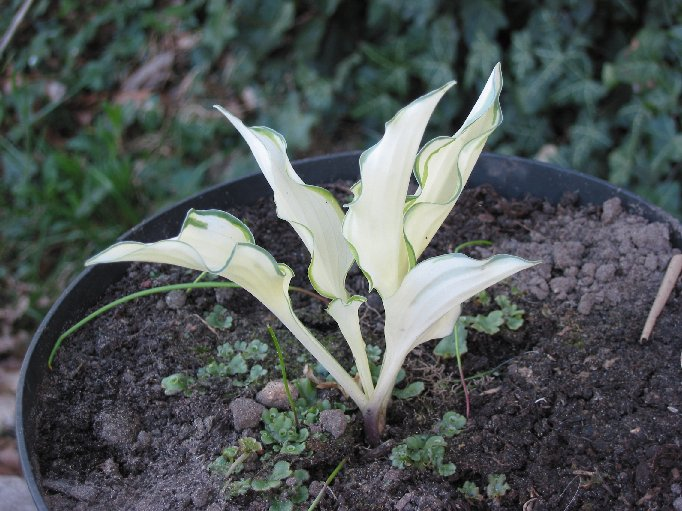
Drie jaar oude Hosta spec. met een bijna wit blad en nog maar net voldoende bladgroen om te groeien.

In de bladgroenkorrels (chloroplasten) vindt in het chlorofyl onder invloed van zonlicht de fotosynthese plaats, worden suikers gesynthetiseerd en wordt (als afvalstof) zuurstof afgegeven. Bladeren waarin in een gedeelte geen of heel weinig bladgroenkorrels voorkomen (soms aan de rand, maar ook in vlekken) komen voor bij bontbladige planten. Wil een plant kunnen groeien dan moet er een minimale hoeveelheid groen blad aanwezig zijn. Bij kiemplanten zijn soms geheel witte planten (albino's) te zien, die echter doodgaan zodra het voedsel uit het zaad op is.
Geëtioleerde planten zijn planten waar de bladeren zich in het donker ontwikkelen en daardoor geen chlorofyl aanmaken. Daarbij zijn plastiden omgezet in etioplasten; daarom zijn deze planten wit. De wortels van witlof worden in het donker getrokken, zodat de bladeren vrijwel wit blijven.

### Verdamping

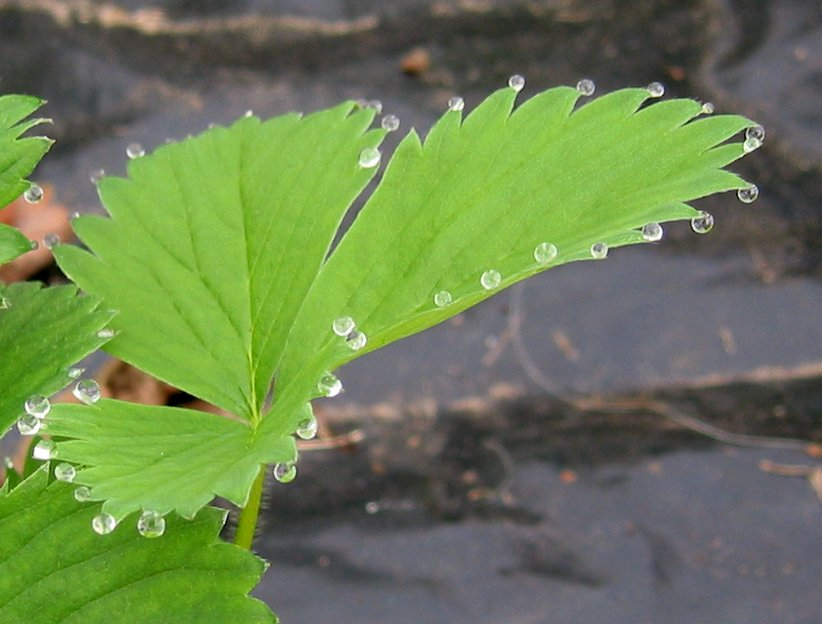
Guttatie bij blad van aardbei

Naast de fotosynthese vindt ook verdamping door de bladeren plaats. De verdamping wordt geregeld door de huidmondjes, die meer of minder geopend kunnen zijn.
Soms is de worteldruk van de plant zo hoog en de mogelijkheid van verdamping door het blad onvoldoende dat er door de nerven vocht naar buiten wordt geperst wat vochtdruppels aan de randen van het blad tot gevolg heeft. Dit wordt guttatie genoemd en kan vooral net na zonsopkomst optreden als de activiteit van de plant toeneemt en de luchtvochtigheid nog hoog is.

### Verwijderen afval
Het blad heeft een functie bij de verwijdering van afvalstoffen van de plant, doordat bij bladverliezend planten de bladeren met daarin de opgeslagen afvalstoffen van de plant vallen, of doordat het bovengrondse deel van de plant afsterft. De nog voor de plant bruikbare stoffen worden, voordat het blad afsterft, uit het blad getransporteerd en in de plant opgeslagen.

### Val voor insecten
Vleesetende planten gebruiken bladeren als val. Bij sommige soorten (bijvoorbeeld de venusvliegenvanger) klappen de twee helften van het blad tegen elkaar als er een insect opkomt. Bij andere soorten zijn de bladeren bekervormig (bijvoorbeeld Nepenthes).
Ook zijn er insectenetende planten die kleverige bladeren hebben (bijvoorbeeld vetblad, zonnedauw). Insecten die hierop vast komen te zitten, worden ter plekke verteerd.

## Bladval en herfstkleur
Bladeren hebben een beperkte levensduur van maanden tot enkele jaren. Overblijvende planten kunnen hun bladeren min of meer gelijktijdig laten vallen, hetgeen bladverliezend wordt genoemd, of verspreid over het jaar, zodat er altijd wel groen blad aanwezig is, en dat wordt groenblijvend genoemd. Bladverliezende planten komen vooral voor in gebieden met periodiek ongunstige periodes (droogte of koude). Op deze manier wordt verdamping tegengegaan en hoeft de plant niet te investeren in bladeren die deze moeilijke omstandigheden kunnen overleven.
In de herfst kan bij sommige planten-, struik- en boomsoorten het blad verkleuren naar geel (goudkleurig), oranje of rood (Blauwe bes) en bruin. Doordat bij lage temperatuur in de herfst het chlorofyl in de bladgroenkorrels wordt afgebroken worden aanwezige pigmenten (xantofyllen geven een gele kleur, carotenoïden geven een oranje kleur, anthocyaninen geven een rode kleur en de tanninen geven een bruine kleur) zichtbaar.
Bladval in de herfst wordt voorafgegaan door veranderingen in de weefsels aan of in de bladbasis. Er worden twee laagjes gevormd. Een afscheidingslaag (abscissielaag) en een beschermende laag.
De altijd al aanwezige afscheidingslaag bestaat uit korte cellen met zwak verdikte wanden. Hierin ontstaat door frequente celdelingen een laag baksteenvormige cellen. Vervolgens kan bladval op drie verschillende manieren veroorzaakt worden: door het oplossen van de middenlamellen van de cellen, door het oplossen van wanden en cellen of door de vorming van een kurklaagje door de bladsteel.
De beschermende laag isoleert het blad van de stengel. Onder deze laag vindt peridermvorming plaats en worden door de productie van gom de vaten (xyleem en floeem) afgesloten.

bladval en herfstkleuren
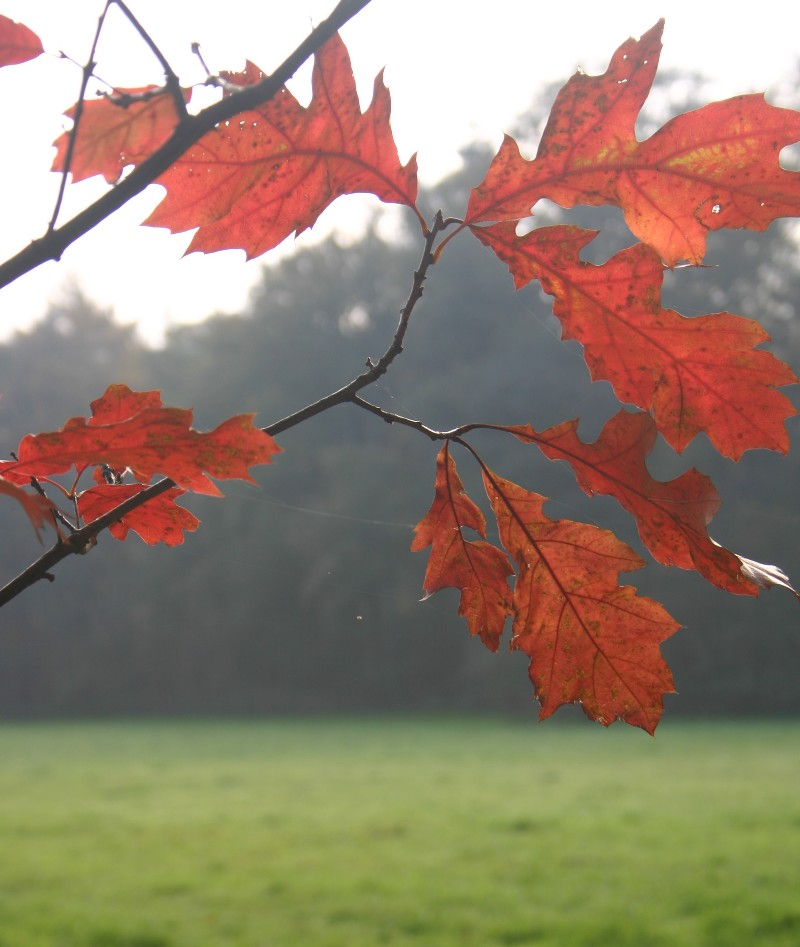
Doordat in de herfst het groen kleurende chlorofyl uit het blad verdwijnt, kleurt het overblijvende anthocyaan het blad rood
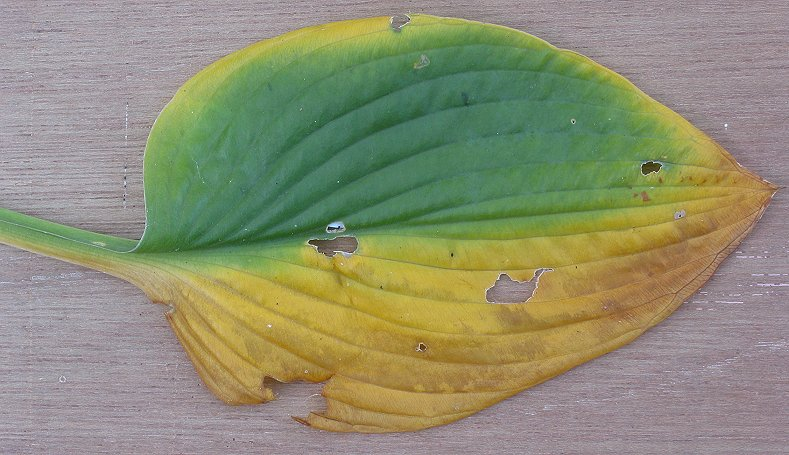
Hostablad met gele herfstkleur
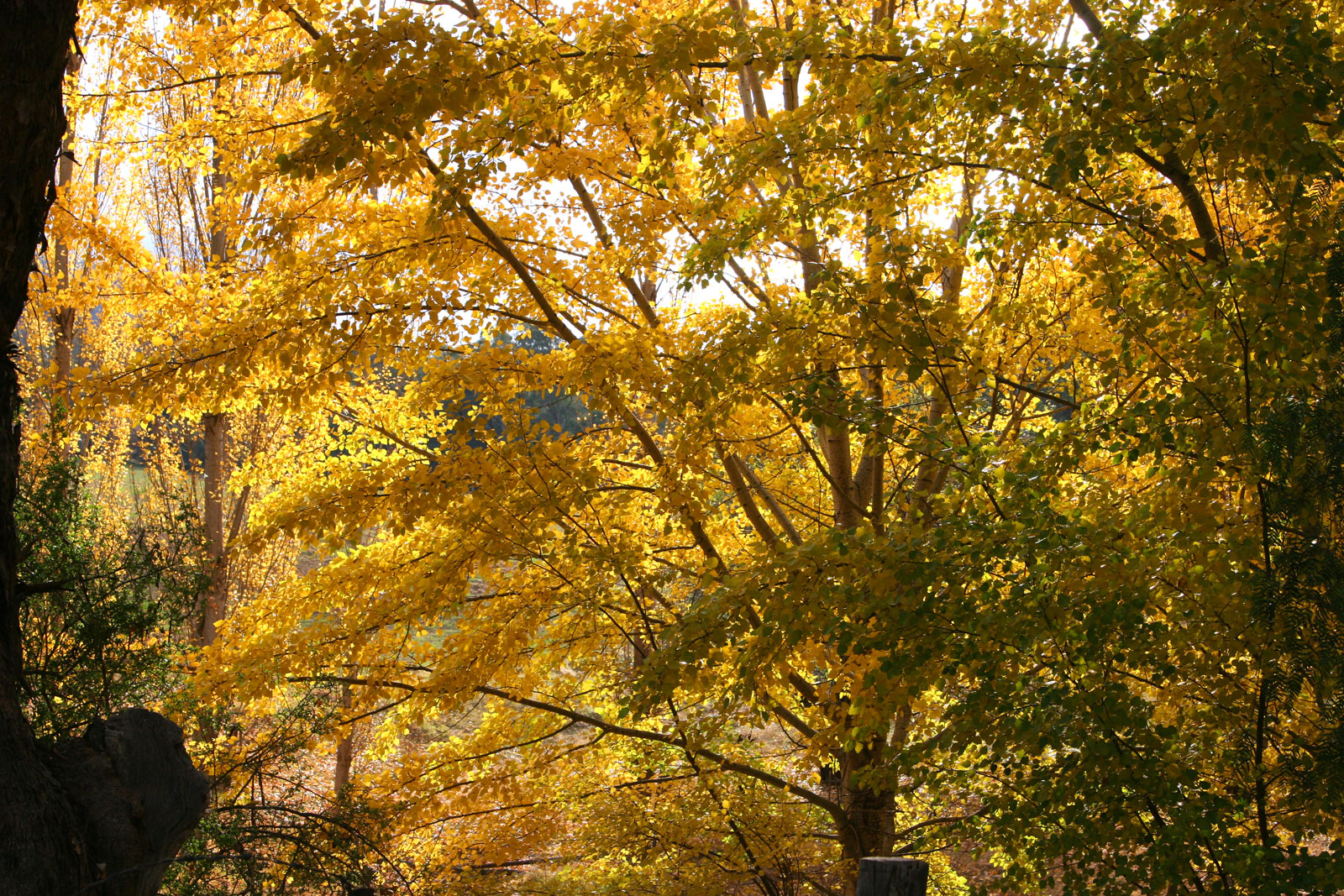
Herfstkleuren
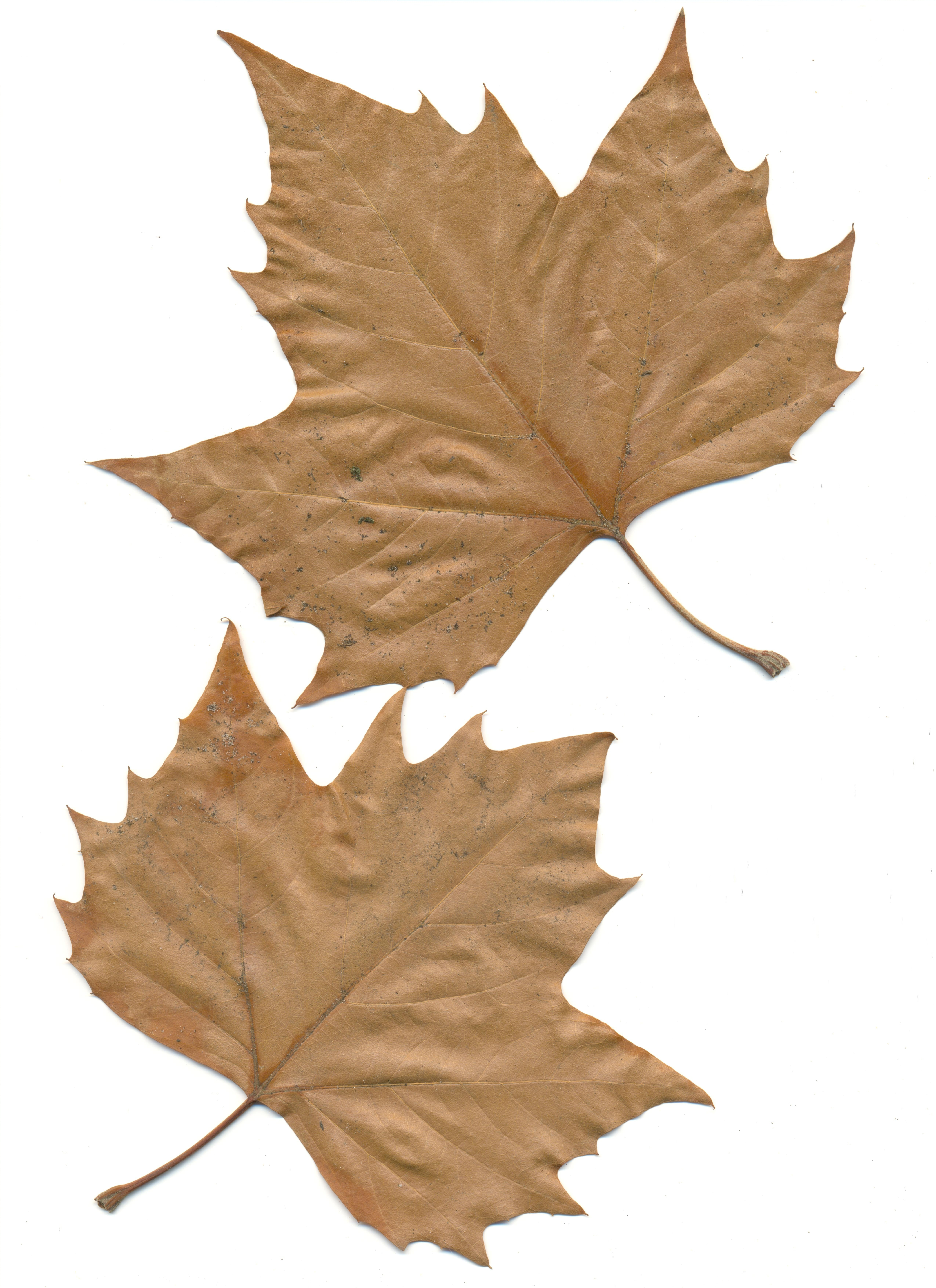
Twee bladeren met bruinige herfstkleur

## Aantasting
Een blad kan aangetast worden door ziekten en plagen. Er zijn schimmels, zoals meeldauw en aardappelziekte die door de huidmondjes naar binnen dringen en tussen het parenchym schimmeldraden maken. Het blad kan zich daartegen verzetten door het snel laten afsterven van aangetaste cellen. Dit heet necrose.
Bij bomen kan vervroegde bladval optreden zoals bij populier en paardenkastanje.
Insecten kunnen een blad aantasten. De beschadigde plant stoot, bij insectenvraat, vluchtige stoffen uit die door buurplanten worden opgemerkt (plantencommunicatie). Zo vreten rupsen hele stukken blad op en bladmineerders het bladmoes tussen de epidermislagen.
Ook zijn er insecten die uit het blad voedsel opzuigen (bladluis, thrips, spint). Zuigende insecten zitten meestal op de onderkant van het blad, omdat ze dan dichter bij het floeem zitten, waaruit ze voedingsstoffen opzuigen. Sommige insecten (galmuggen) veroorzaken plaatselijk groei, waardoor er een gal gevormd wordt. Vroeger werden de bladgallen van de eik gebruikt voor het maken van inkt.
Virussen kunnen worden overgebracht door aanraking van het blad of via zuigende insecten. Een virus vermeerdert zich in het blad, hetgeen bladverkleuringen en plaatselijke necrosevlekjes tot gevolg heeft.

aantasting van bladeren
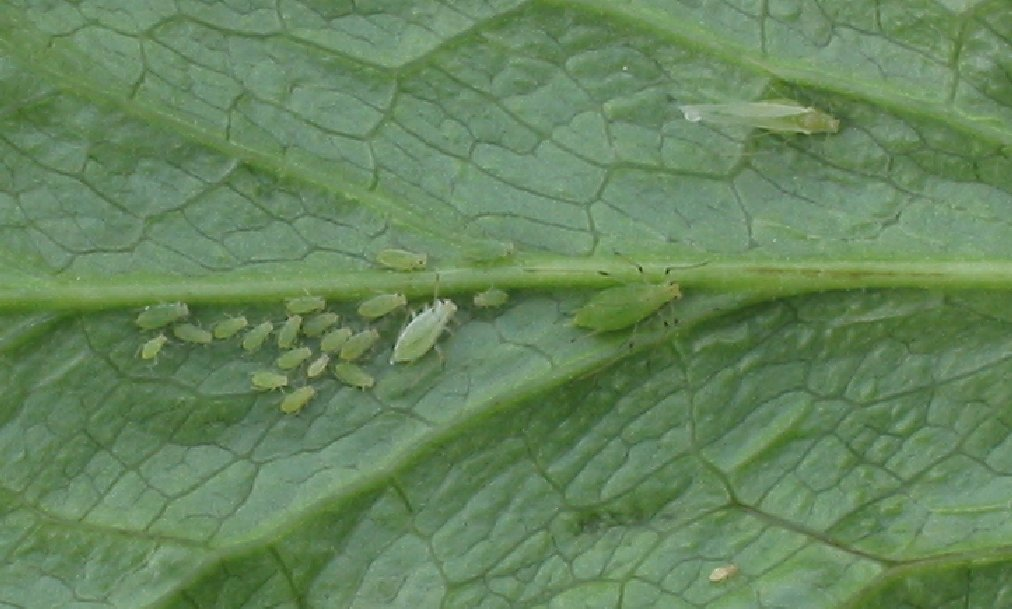
Bladluizen op kerstroos
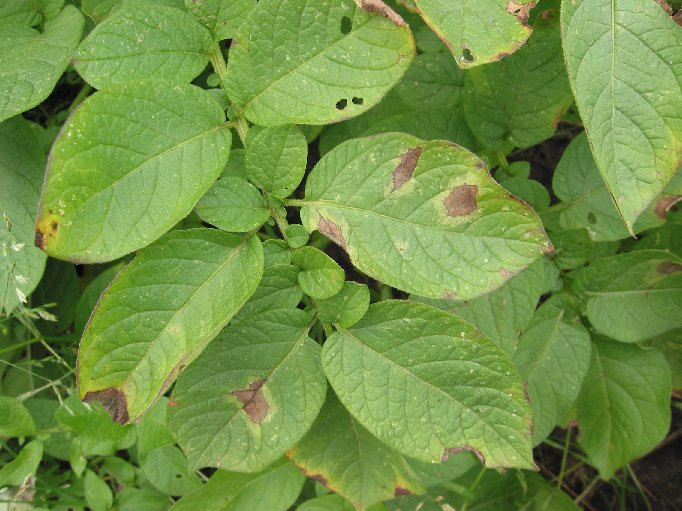
Bladaantasting bij aardappel door Phytophthora
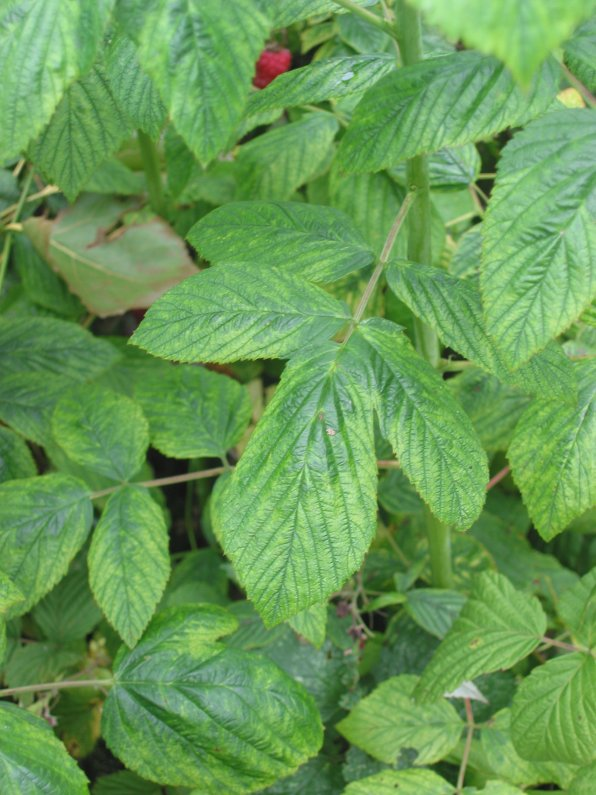
Virusziek blad van framboos Rubus idaeus "Schönemann"
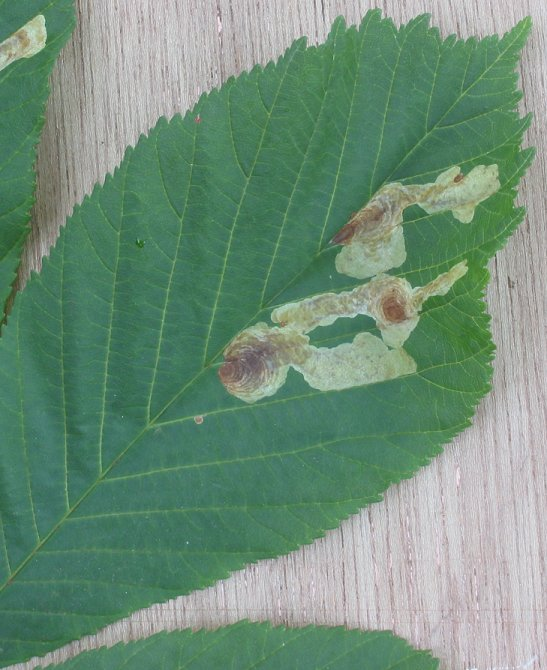
Bladmineerder bij paardenkastanje

## Stek
Vermeerdering van planten door het stekken van bladeren is bij verschillende plantensoorten mogelijk. Het Kaaps viooltje kan zo vermeerderd worden door het blad met de bladsteel in de grond te steken. Bij bladbegonia is het zelfs mogelijk om kleine stukjes blad van 2 à 3 cm² met een stukje nerf te stekken. Soms moet de nerf bij sommige plantensoorten iets ingesneden worden om tot een goed resultaat te komen. Soms komen aan een bladstek wel wortels, maar geen scheutjes, zoals bij Kalanchoë.